# Tuinwijken in Brussel

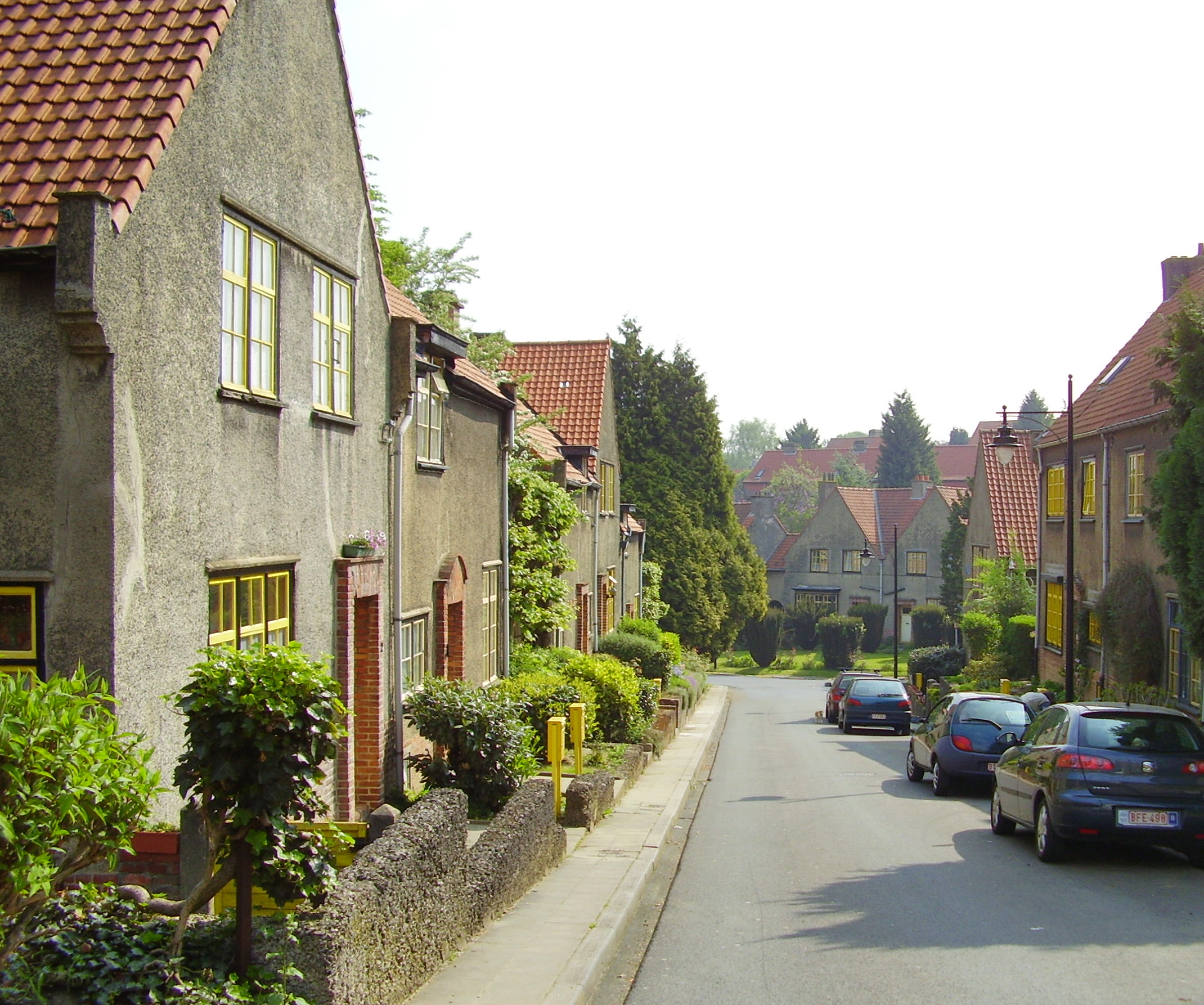
Floréal

Zoals tuinwijken bij andere steden, gaan ook de tuinwijken in Brussel terug op een concept van de Engelse stedenbouwkundige Ebenezer Howard. Hij publiceerde in 1898 een boek waarin hij zijn visie over een nieuwe urbanisatie uiteenzette.
De bedoeling was om aan de rand van bestaande steden nieuwe wijken te creëren en zo een overgang te maken tussen het platteland en de stad. Ook moesten deze tuinwijken zorgen voor een betere voeling met de natuur en een beter sociaal contact tussen de bewoners. De tuinwijken werden ontworpen en geleid door coöperatieve vennootschappen en vertegenwoordigen zowel een nieuw sociaal als een nieuw urbanistisch concept. Deze nieuwe opvattingen zijn al in meerdere landen toegepast.
Aan het begin van de 20ste eeuw waren er in enkele Brusselse gemeenten al voorbeelden van deze tuinwijken, maar de meeste ontstonden vlak na de Eerste Wereldoorlog.
Door de verwoestingen van de oorlog was er op dat moment een groot tekort aan woningen. Bovendien was er een sterke demografische groei in Brussel door de sterke aantrekkingskracht die de stad uitoefende op de bevolking van het hele land. Er ontstonden op die manier hele nieuwe wijken. Op hetzelfde ogenblik nam ook de overheid het initiatief om sociale woningen te bouwen. Tuinwijken waren bovendien een spaarzame keuze. Groepen huizen werden opgebouwd volgens eenzelfde plan en met dezelfde materialen. Dit bracht schaalvoordelen met zich en vele huizen werden op korte tijd ter beschikking gesteld. Belgische tuinwijken waren slechts eenvoudige woonwijken, terwijl Ebenezer Howards oorspronkelijke plan was om volledige steden op te bouwen waarin woon- en werkruimte werden gecombineerd.
Vanaf de jaren dertig bouwden sociale woningmaatschappijen steeds minder tuinwijken en schakelden ze over op de bouw van appartementen. Van de tuinwijken die tegenwoordig nog overblijven, zijn sommige erg verouderd. Hun eenvormigheid ging teloor als gevolg van foute ingrepen. Toch groeit er opnieuw interesse. Een deel van de stadsbewoners wil namelijk zowel kunnen genieten van het stadsleven als van een leven in de natuur.
Tegenwoordig liggen de tuinwijken binnen de stad. Van “stad op het platteland” zijn ze uitgegroeid tot ”platteland in de stad”.

## Watermaal-Bosvoorde

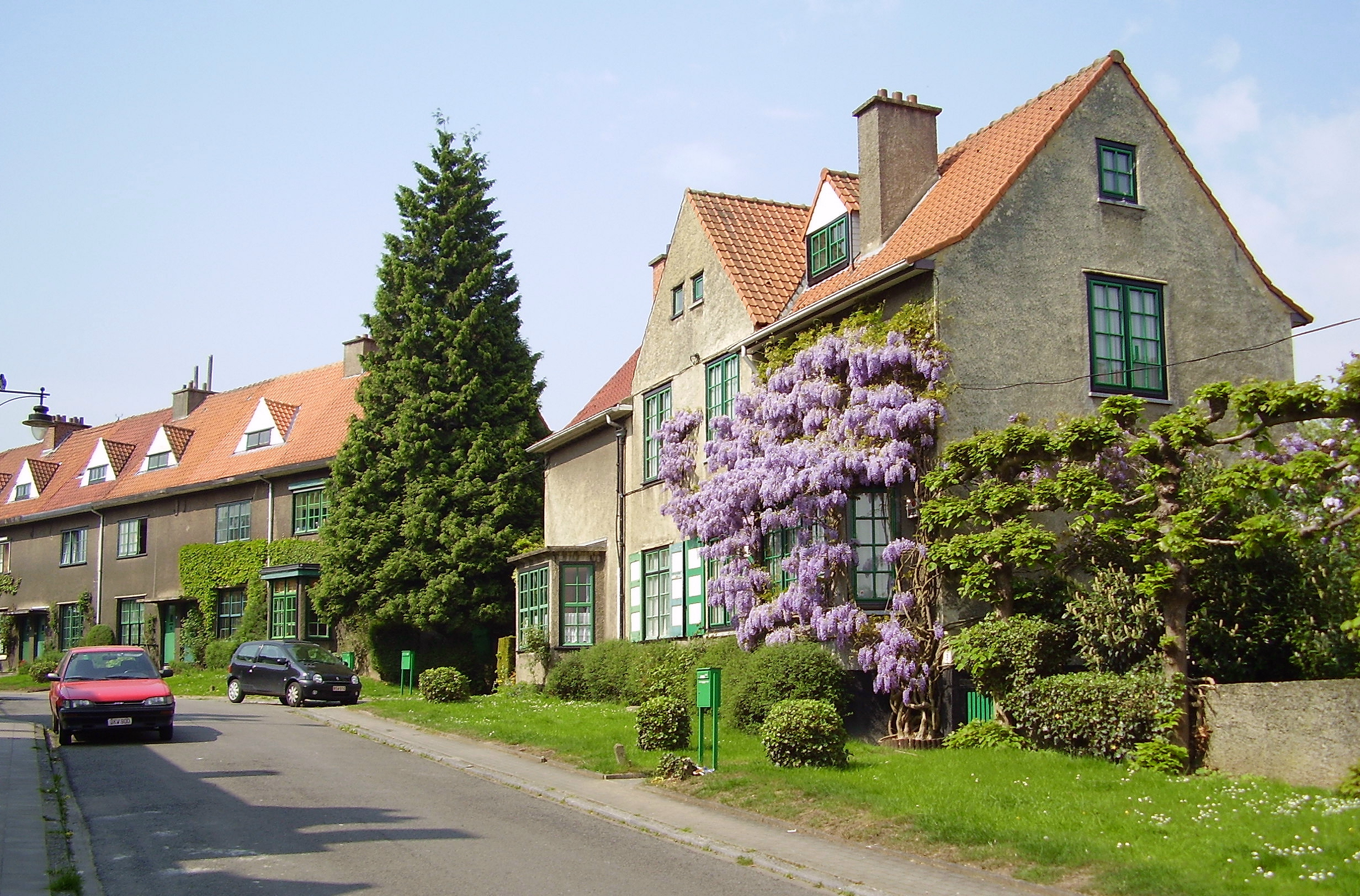
Le Logis

De twee stadswijken van Watermaal-Bosvoorde zijn waarschijnlijk de bekendste en belangrijkste door hun oppervlakte en levenskwaliteit. Ze bevinden zich naast elkaar. Twee architecten waren betrokken bij het ontwerp ervan: Louis Van Der Swaelmen stond in voor de schikking van de wijken en van de huizen en plantsoenen en Jean Eggericx, de hoofdarchitect, voor het ontwerp van de huizen. Ze lieten zich daarbij inspireren door Engelse tuinwijken in cottagestijl en door Nederlandse sociale woonwijken. Logis onderscheidt zich door zijn groen geschilderde houtwerk en straten met dierennamen, terwijl Floréal gekenmerkt wordt door geel geschilderd houtwerk en straten met bloemennamen.
Beplanting speelt een belangrijke rol in de tuinwijken en het is vooral daardoor dat ze worden opgefleurd. Een doolhof van wandelwegen loopt tussen de tuinen en leidt naar het hart van kleine eilandjes die bestaan uit speelweiden, ver weg van het verkeer en beplant met fruitbomen. De paadjes zijn omgeven door grasperken, hagen en Japanse kerselaars. De voorkeur ging uit naar gezinswoningen, maar er zijn ook enkele interessante appartementsgebouwen zoals de ‘Fer à cheval’ van Floréal. Tegenwoordig zijn de twee tuinwijken erkend als monument. Ze zijn al dikwijls als decor te zien geweest op het witte doek.

### Le Logis
De coöperatieve vennootschap "Le Logis" werd opgericht in 1921 door een groep werknemers van de staatsbank "Algemene Spaar- en Lijfrentekas", waar zich ook werknemers van andere openbare diensten bij aansloten. Deze organisatie kocht 32 ha grond, gelegen in de Drie Linden, een plateau tussen het dal van Woluwe en de Watermaalbeek. De eerste fase van de werken, de Trapezium- en de Driehoekwijken waarin 314 woningen werden gebouwd, vond plaats tussen 1922 en 1924. De andere wijken werden gebouwd in opeenvolgende fases tussen 1926 en 1951. In totaal werden er 726 familiewoningen, 164 appartementen, 9 winkels, 3 kindertuinen en een sociaal centrum neergezet.

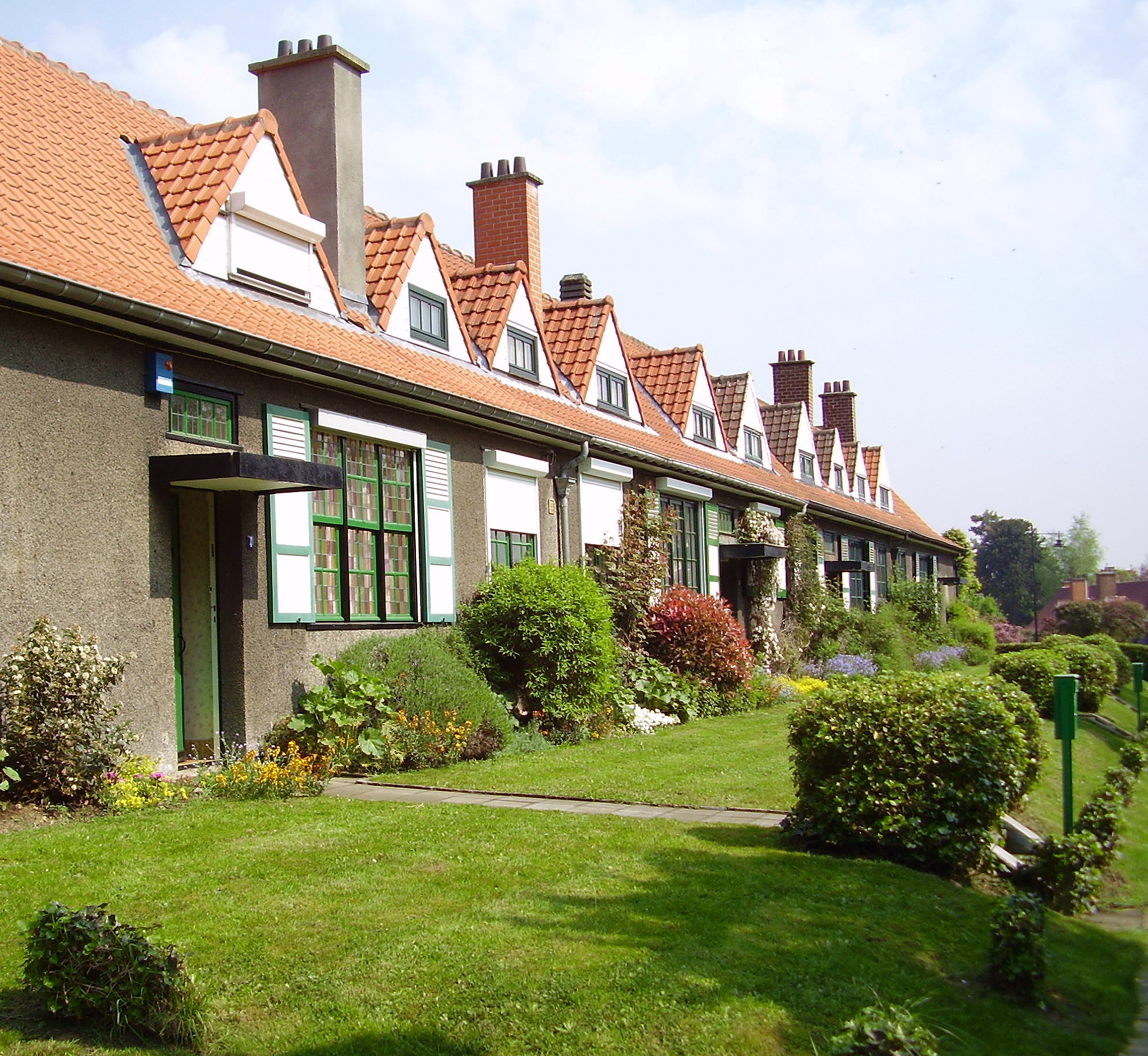
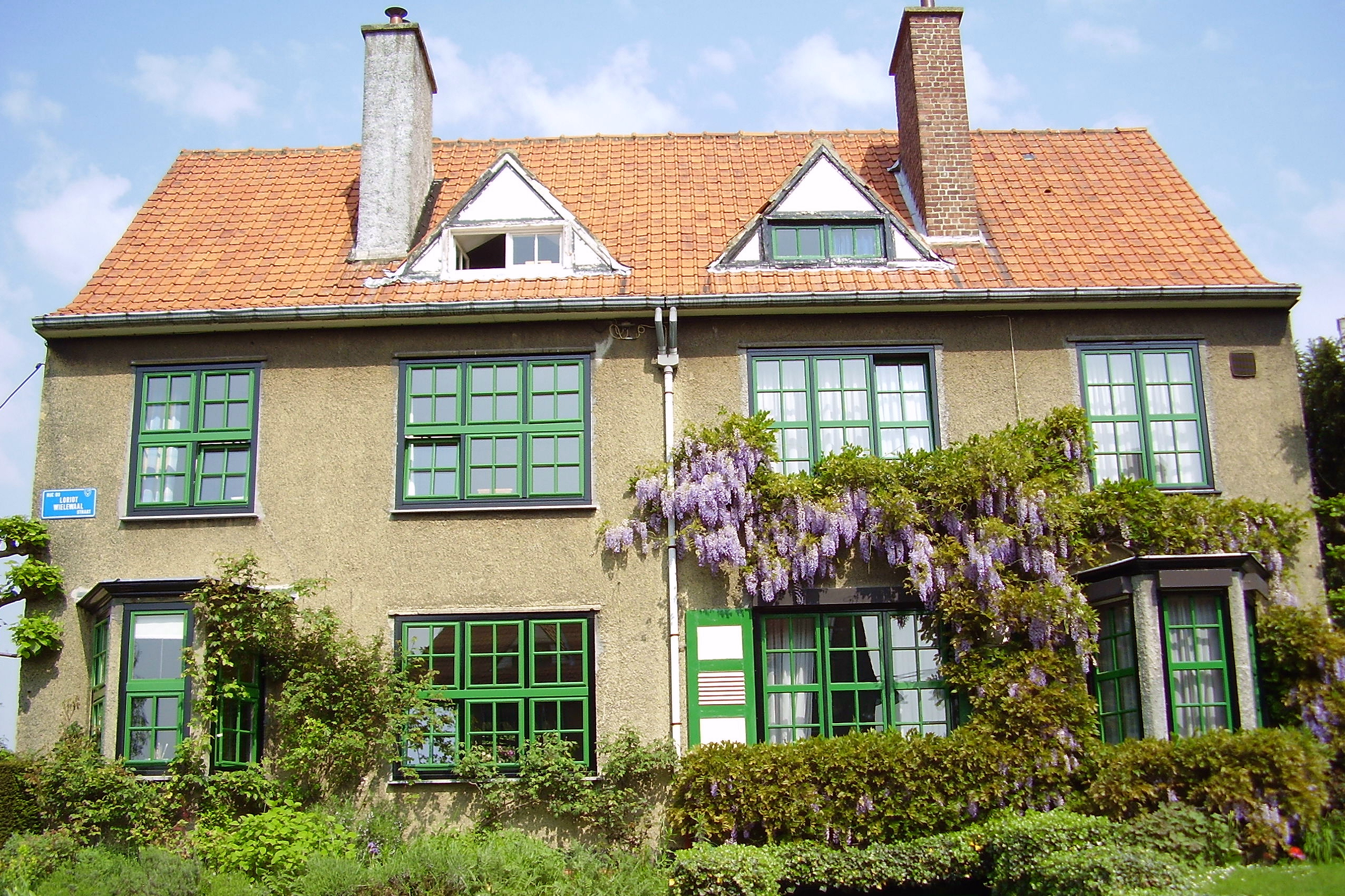
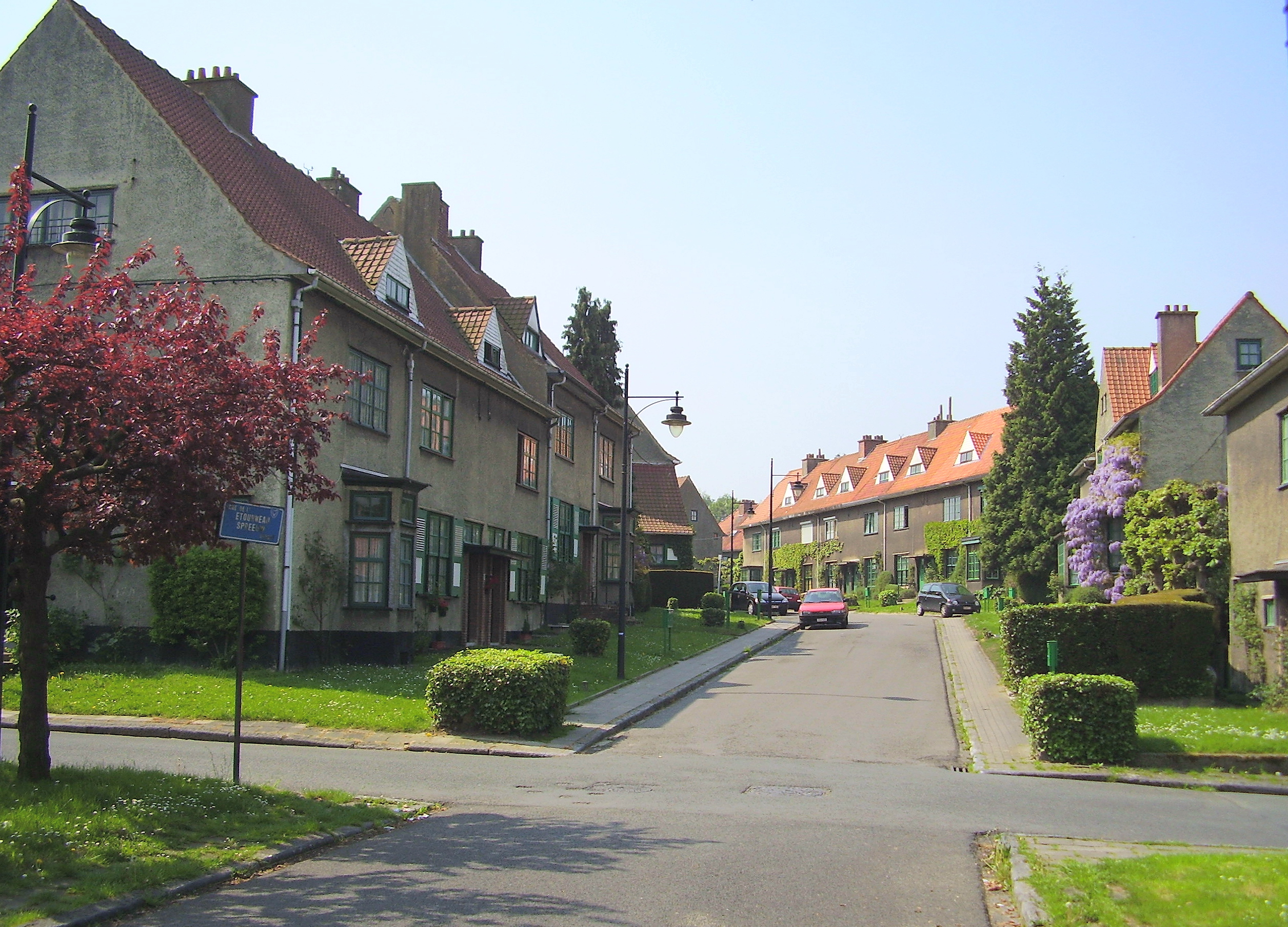
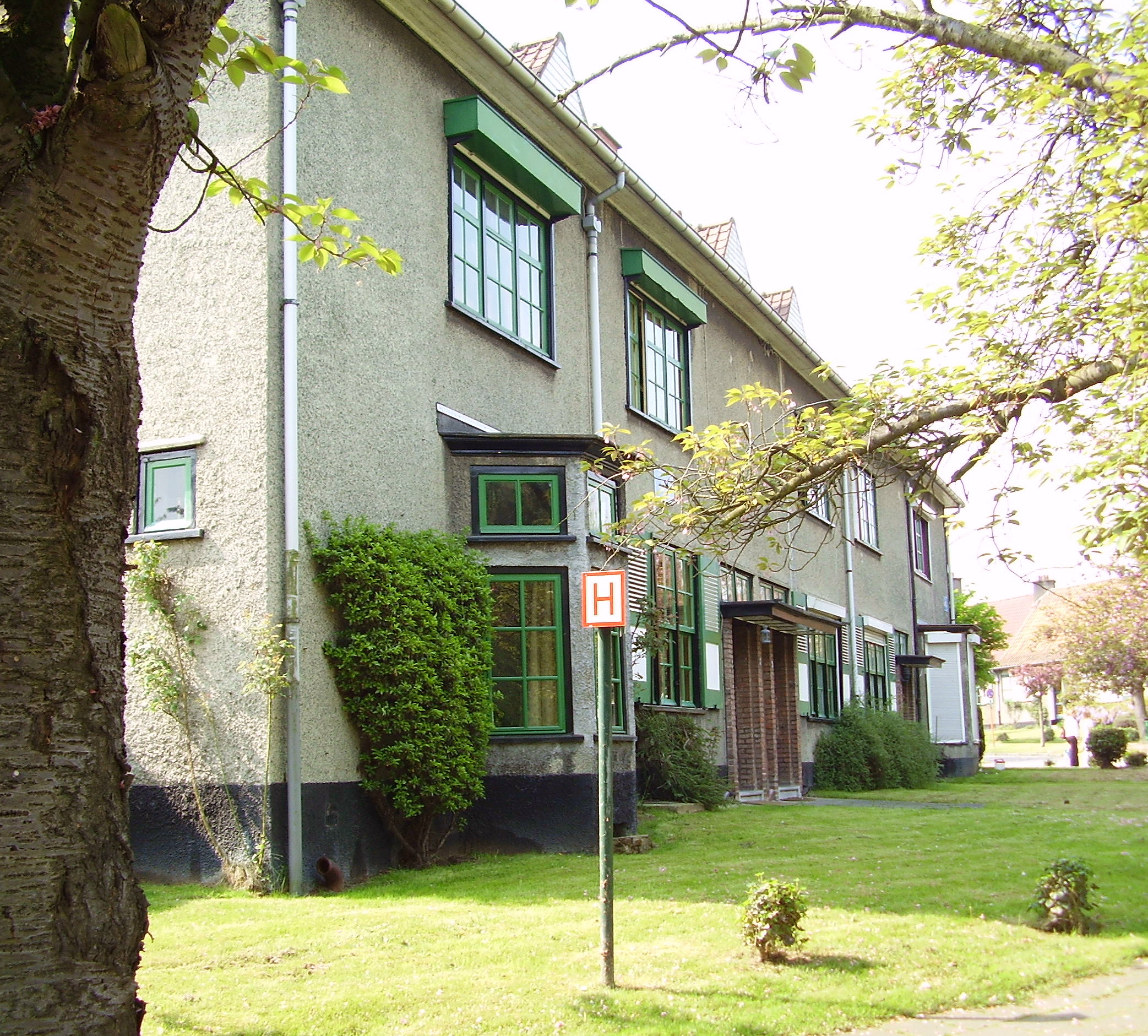

### Floréal
De coöperatieve vennootschap "Floréal" werd opgericht in 1922, op initiatief van een groep typografen van de Brusselse socialistische krant "Le Peuple". Het eerste aangekochte terrein had een totale oppervlakte van 17ha. De eerste bouwfase liep van 1922 tot 1930. Nadien, in 1949, werden er nog 108 nieuwe appartementen bijgebouwd en in 1965 nog eens 56. In totaal werden 653 woningen gebouwd waarvan 350 gezinswoningen zijn. Net zoals bij Le Logis kwam er meer comfort naarmate de bouwfases vorderden. De wijk is gebouwd in harmonie met het meer uitgesproken reliëf van Floréal en heeft daardoor een schilderachtig uitzicht.

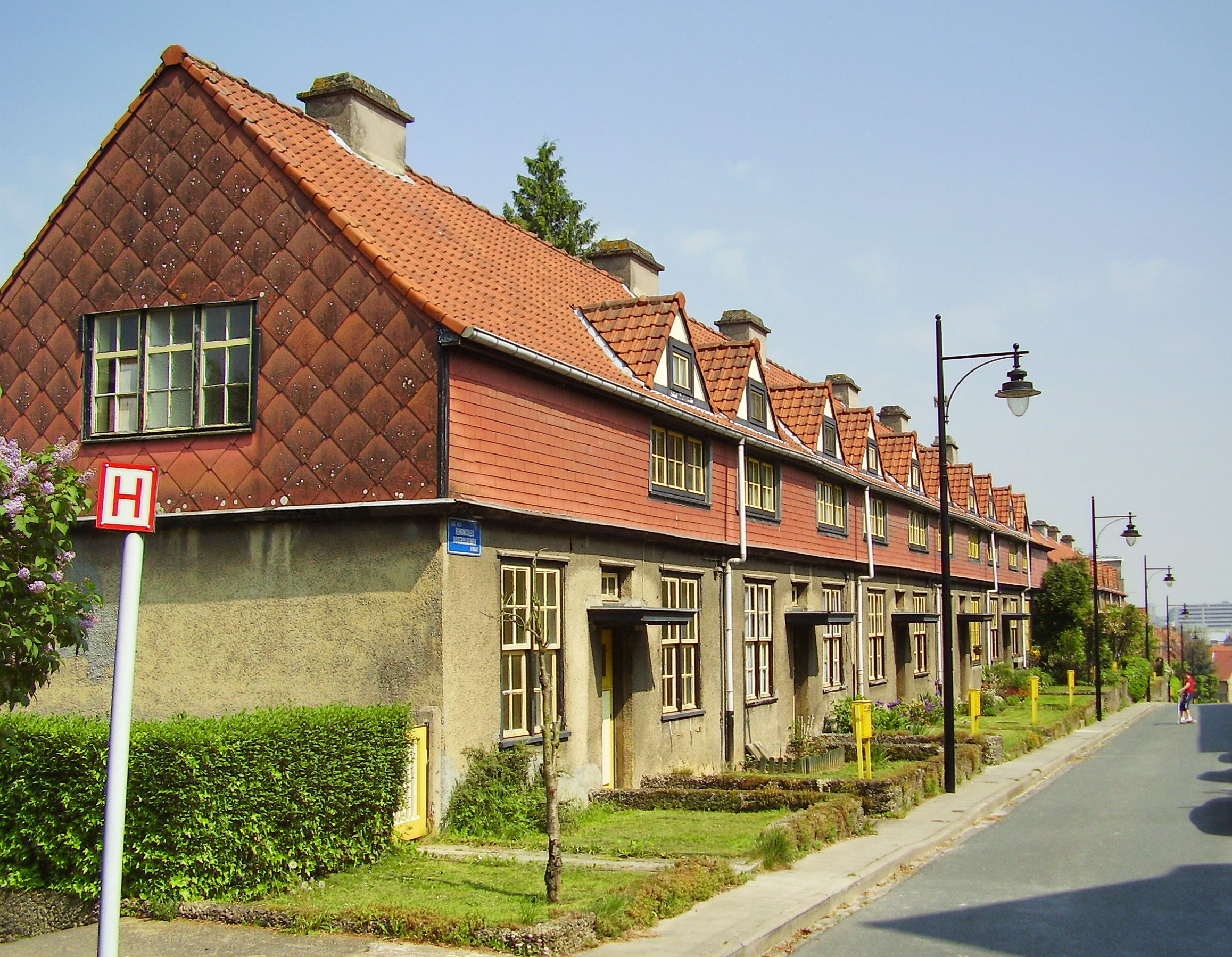
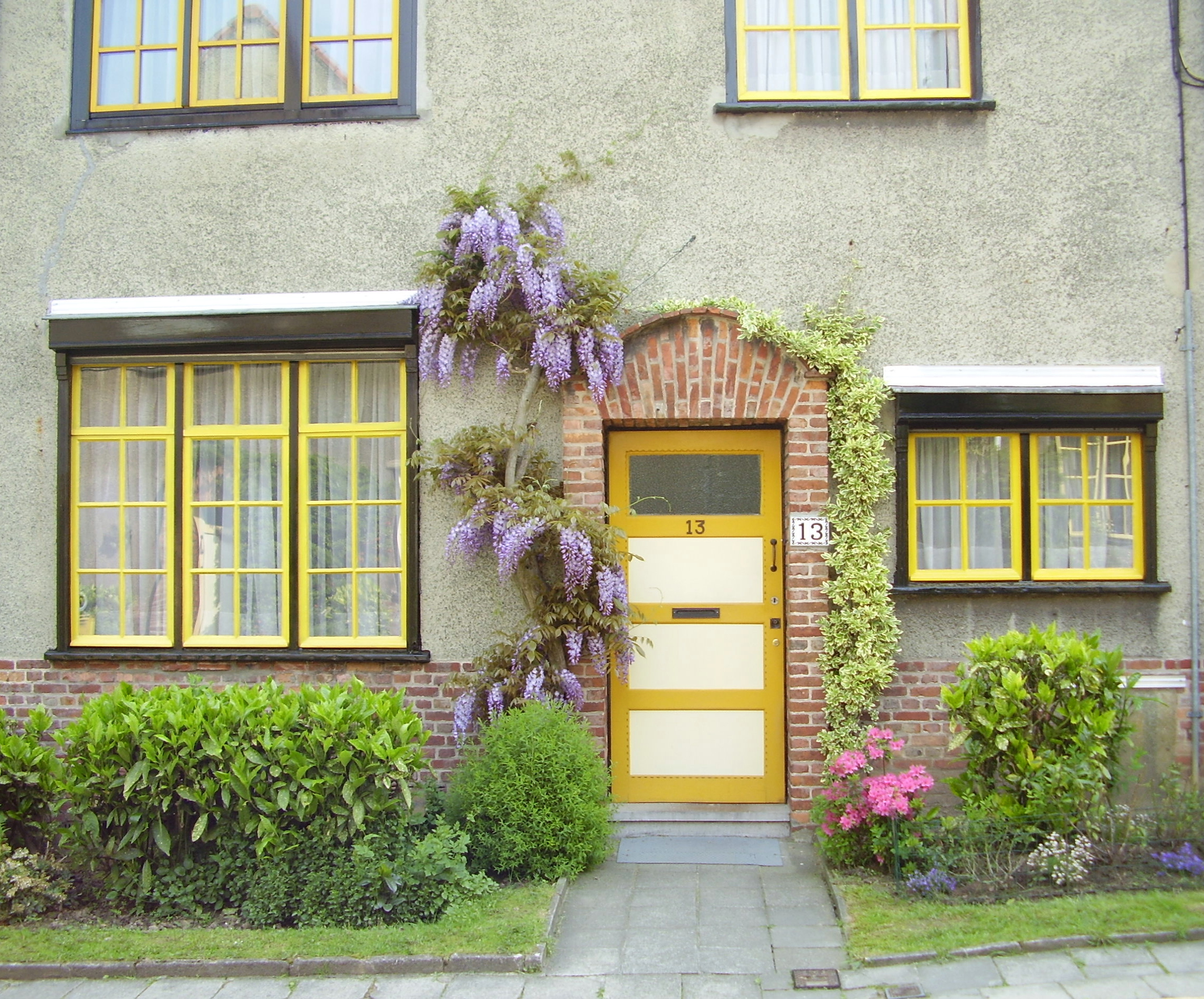
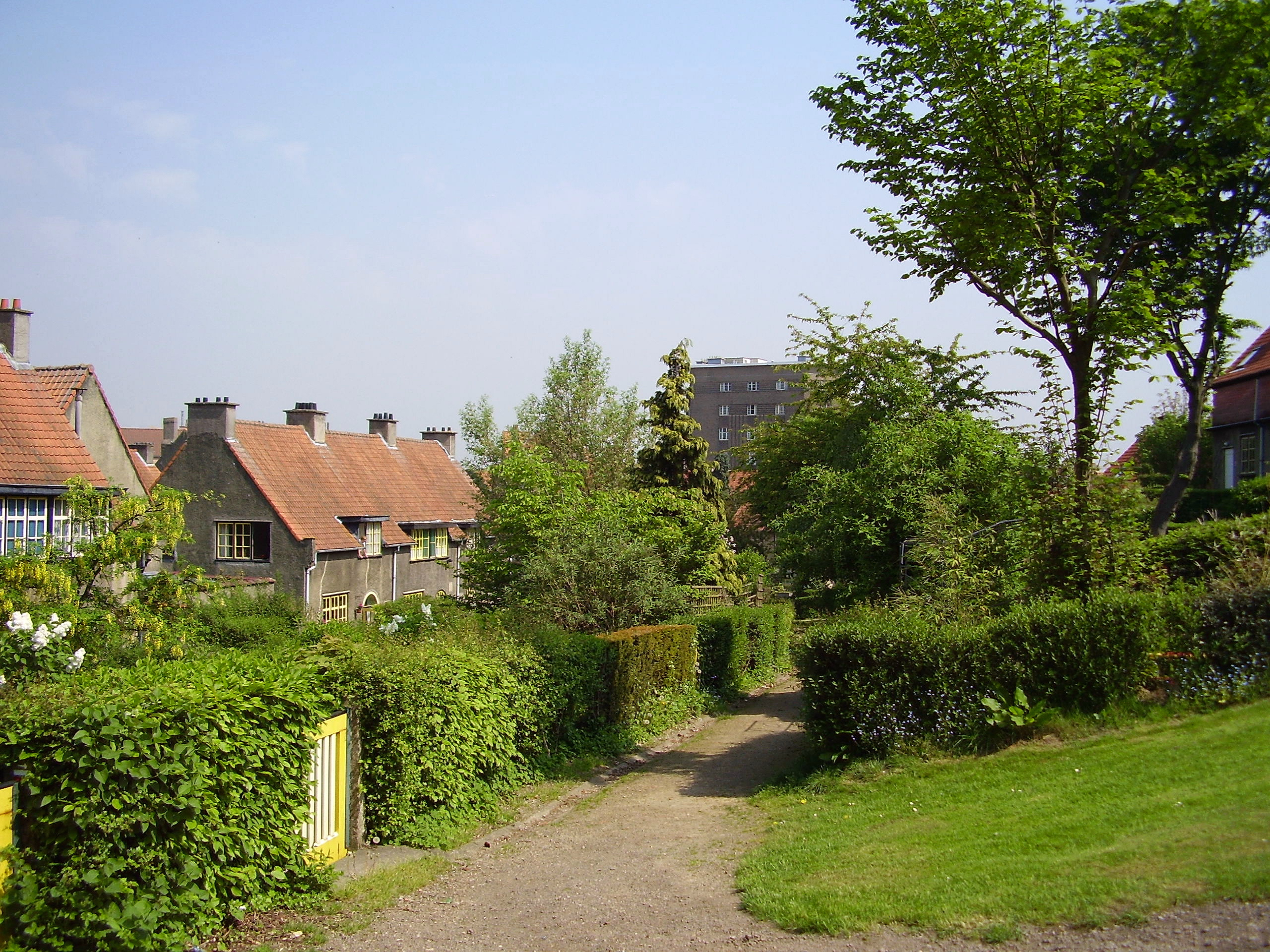
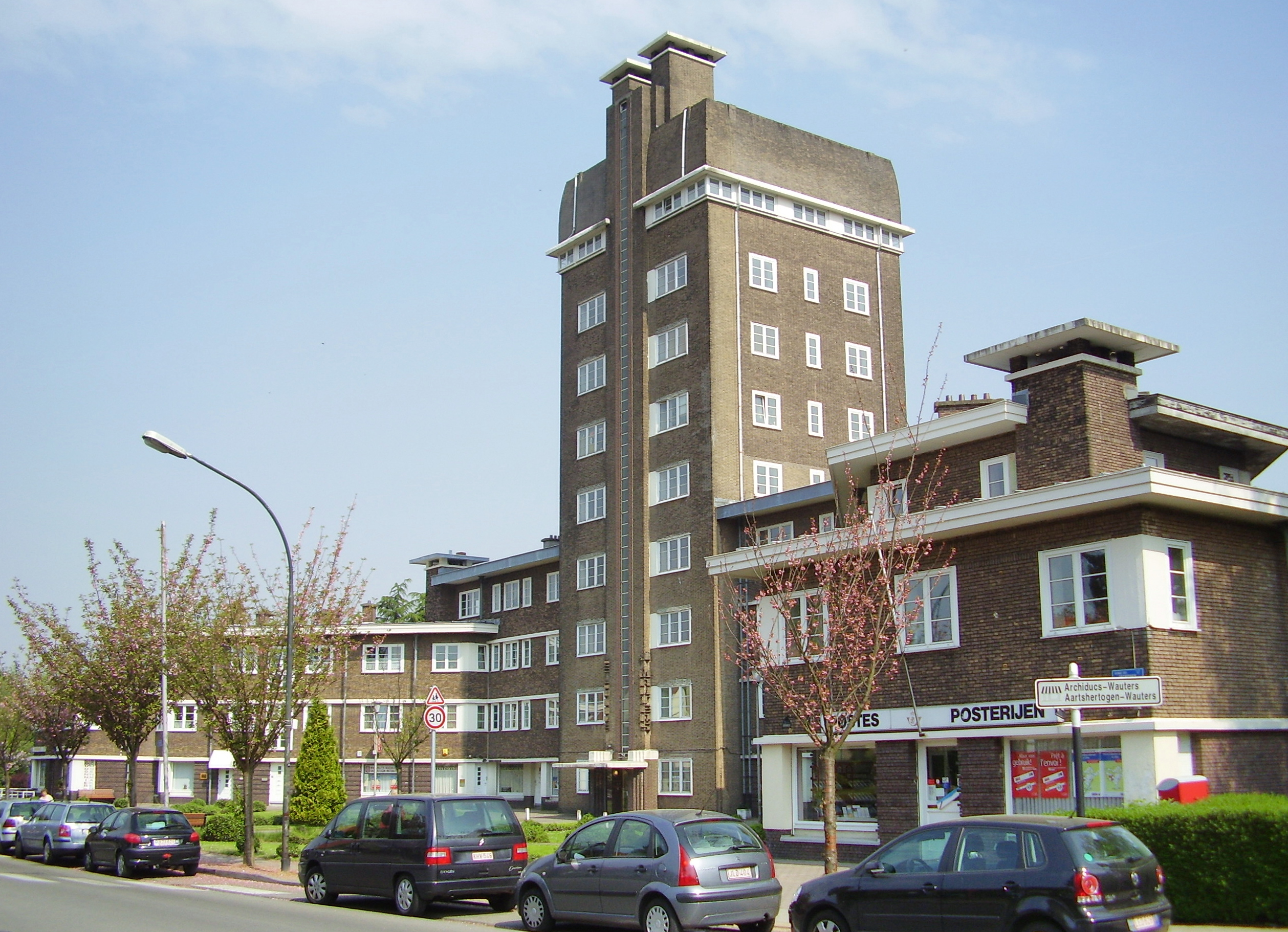
Appartementsgebouw ‘Fer à cheval’

## Oudergem: de Van Lindt-wijk

### De eerste tuinwijk

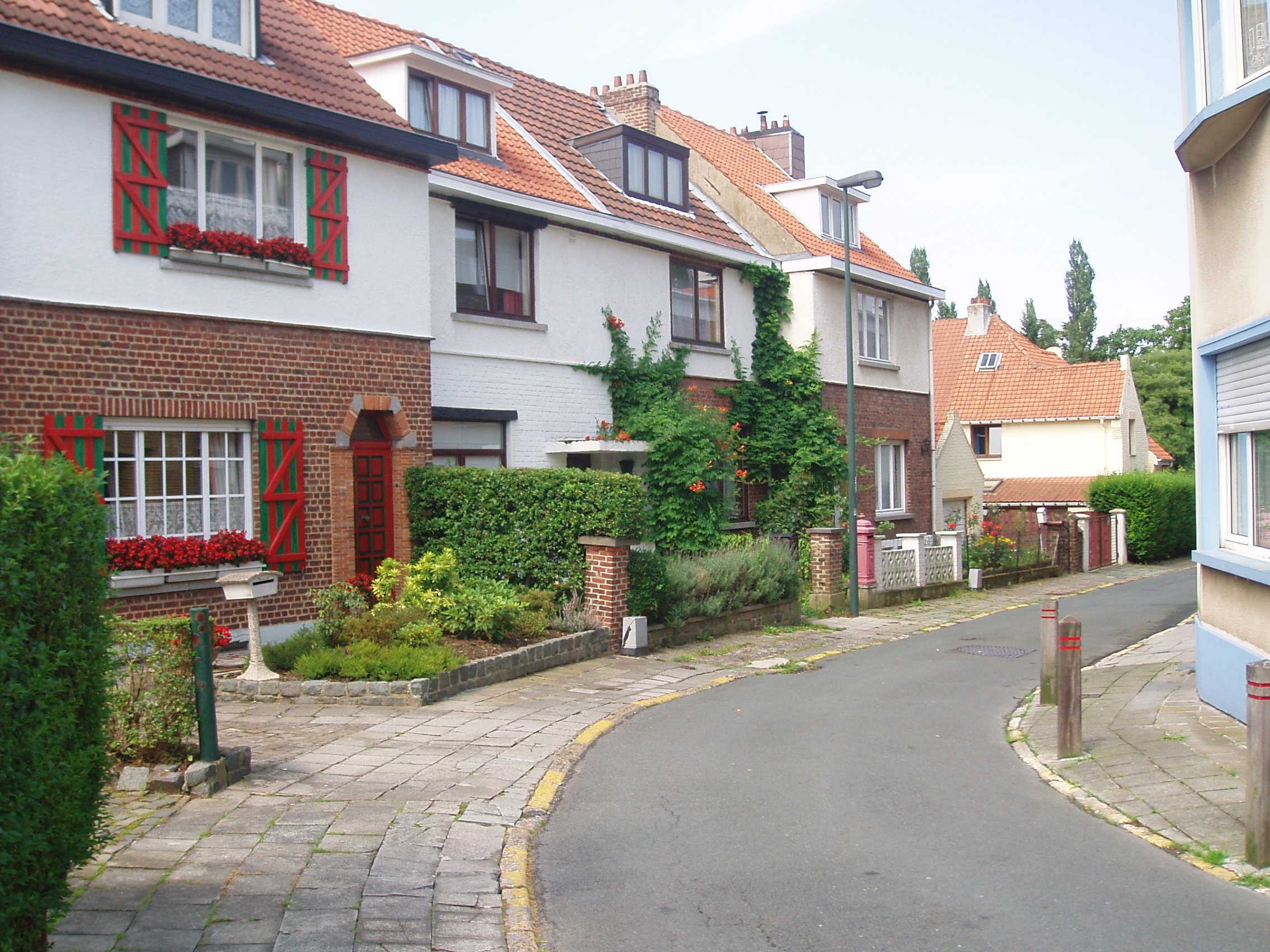
Cottages in de Henri Vereyckenstraat

Deze wijk is een van de kleinste tuinwijken van België. De wijk, die langs de E411 ligt, is rond het Antoine Van Lindt-plein gebouwd. In het midden van het plein werd een speeltuin geopend, die het hart van de tuinwijk geworden is. Op 5 juli 1920 begon de gemeenteraad met de aankoop van stukken grond die deel uitmaken van de erfenis van ex-burgemeester Joseph Chaudron.
De Société Nationale des Habitations à bon Marché (SNHBM) begon op 9 augustus 1921 met de werken aan het plein, op basis van de plannen van de architecten Vanderslagmolen en Verbist.
Deze wijk, die in 1922 geopend werd, telt 89 gebouwen in een cottagestijl op een oppervlakte van ongeveer 4 hectare. Elk gebouw heeft een voor- en achtertuintje van ongeveer 2 are.
Om dit te realiseren moesten vier straten aangepast worden die naar de Antoine Van Lindtsquare leidden:
- De Van Elderenlaan die begint bij de Waversesteenweg en die oorspronkelijk met de Van Lindtsquare verbond;
- Het verlengstuk ervan tot aan de Heilig-Hartsquare, die oorspronkelijk de Gebroeders Goemaerelaan heette;
- De Moreelsstraat die begint bij de Goede Mensstraat;
- De Henri Vereyckenstraat die eveneens begint bij de Waversesteenweg.

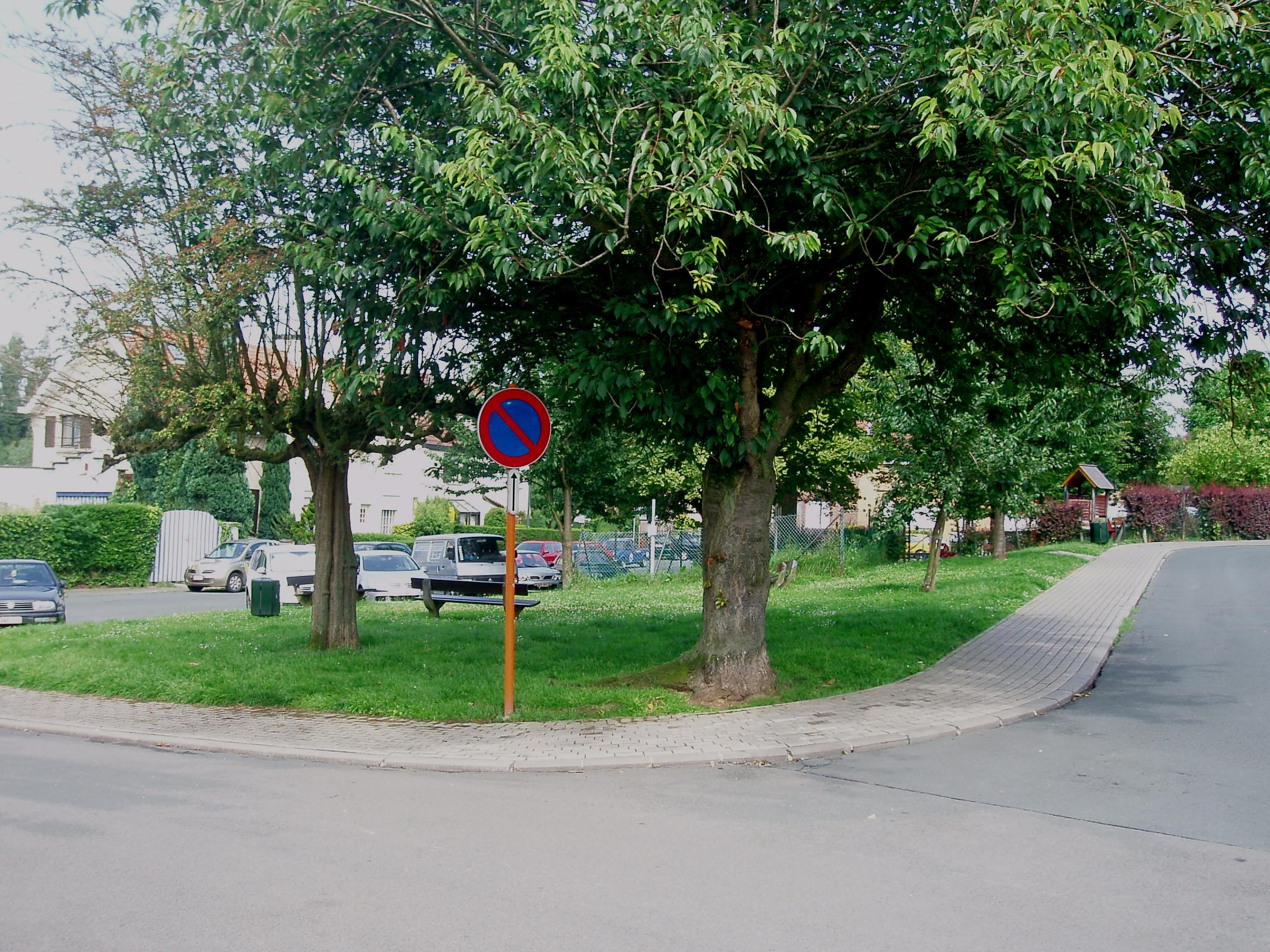
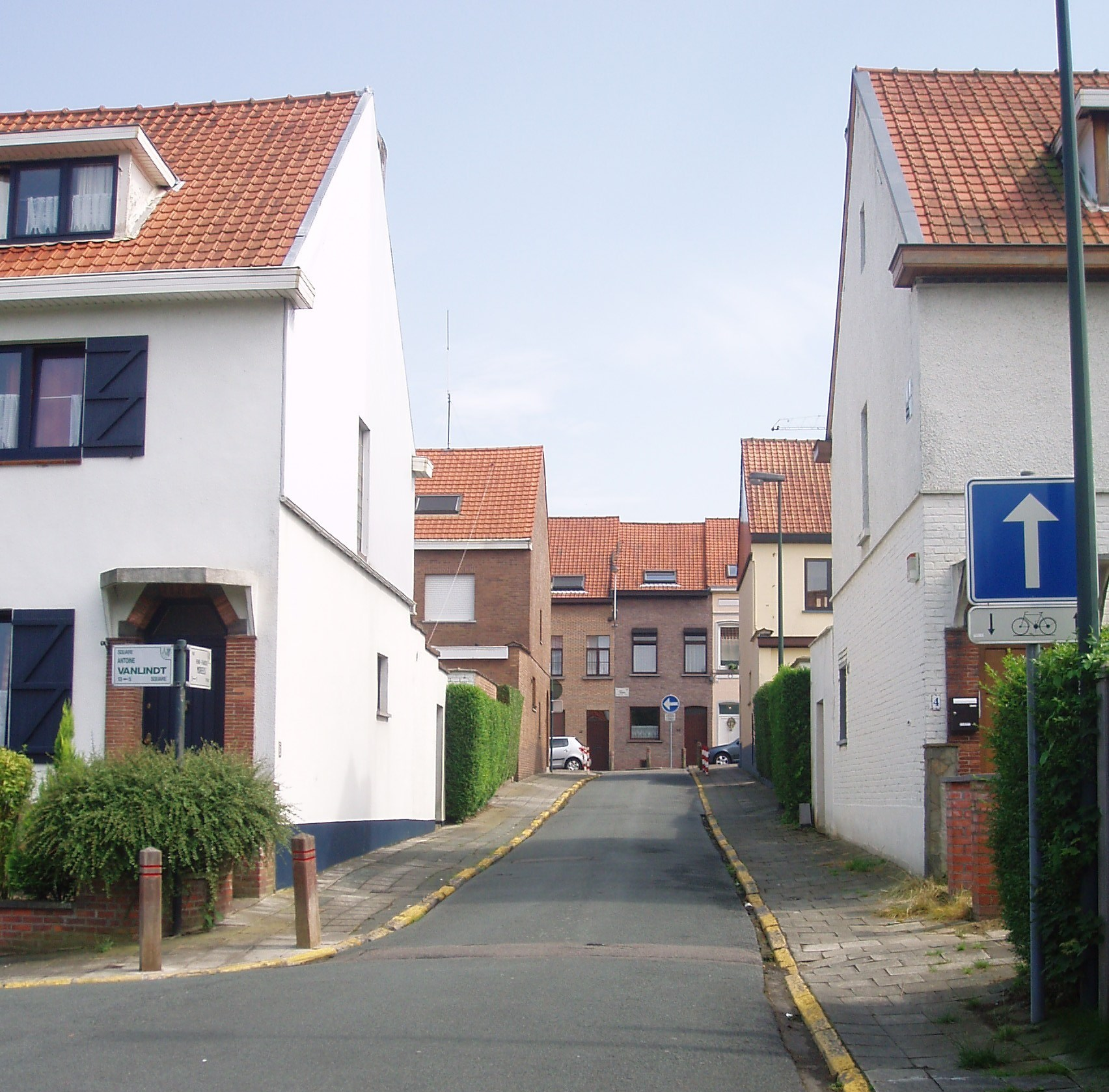
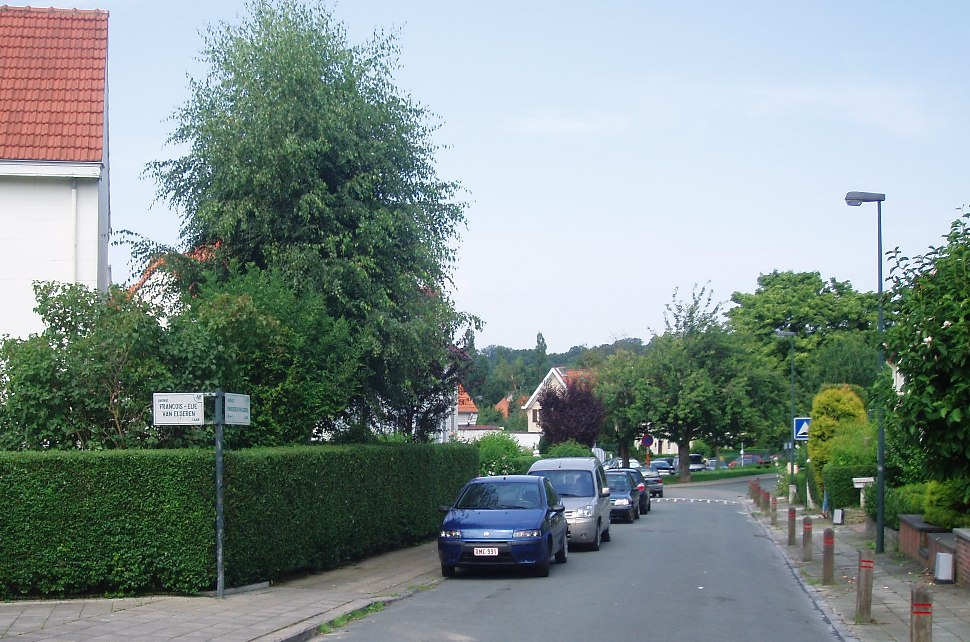

### De tuinwijk rondom de begraafplaats

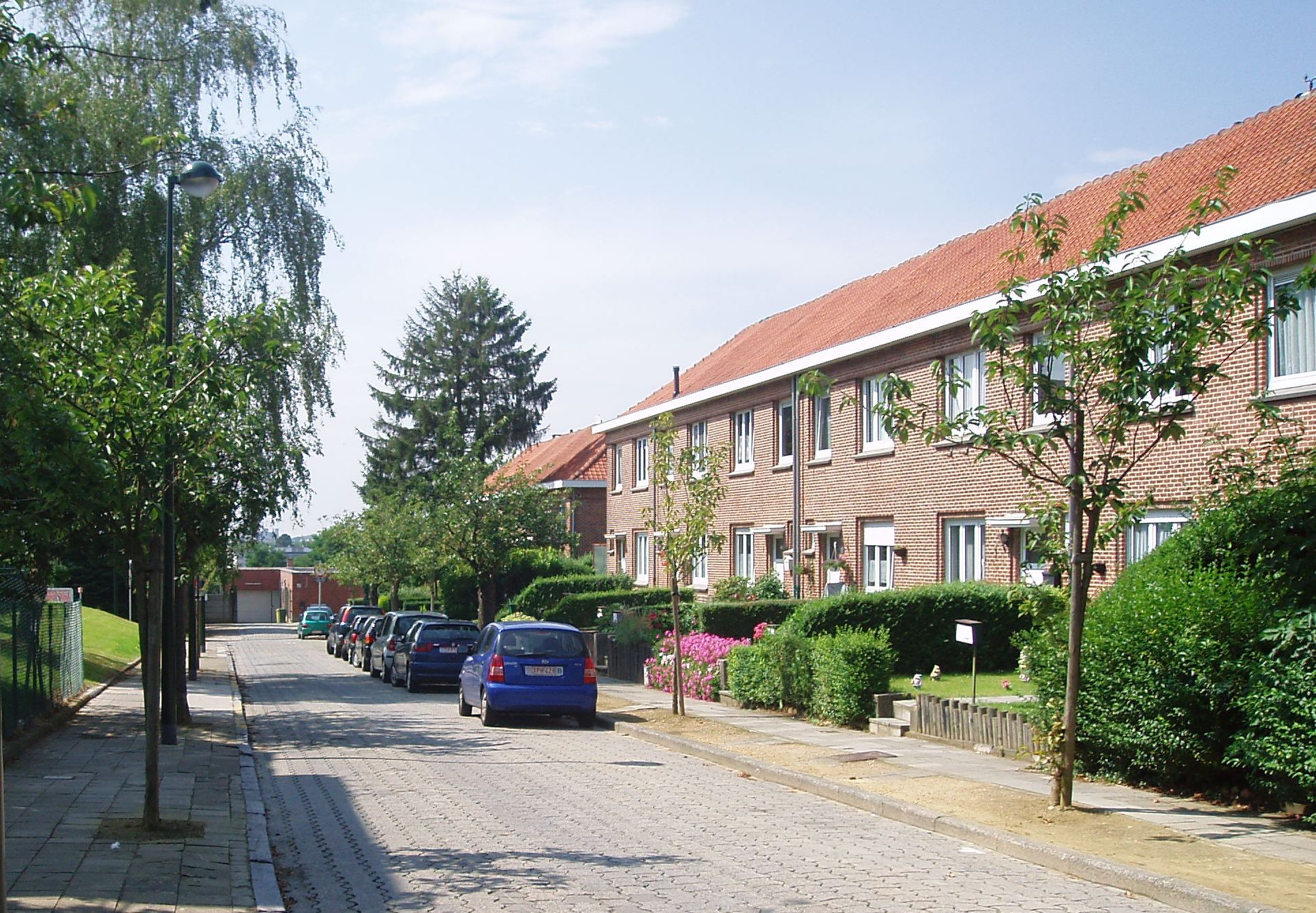
De Emile Rotiersstraat

De vereniging "Les Habitations et Logements à Bon Marché" (HLBM) kreeg toestemming voor de aanleg van een nieuwe tuinwijk.
In het begin van de jaren dertig kocht zij de gronden die begrensd zijn door de Jean Van Horenbeeklaan, de René Stevenslaan, de Daniel Boonlaan en de begraafplaats van Oudergem.
Door de economische crisis van de jaren dertig en de Tweede Wereldoorlog werd het project echter uitgesteld.
- De bouw van de wijk ging pas van start in 1949. De eerste straat die aangelegd werd was de Emile Rotiersstraat.
- Op 25 april 1952 kregen drie straten een naam. Dit waren de Guillaume Van Neromlaan, de Franciscus Vandeveldestraat en de Victor Moreaulaan.
- Op 24 juni 1953 kwam er de Jean Ekelmansstraat.
- Op 3 oktober 1959 werd het stadspark Georges Golinvaux aangelegd.
- Begin jaren zestig werd de bouw voortgezet: de kant met de oneven nummers van de René Stevenslaan, de Louis Van Simaeysquare en de Woudmeesterlaan.

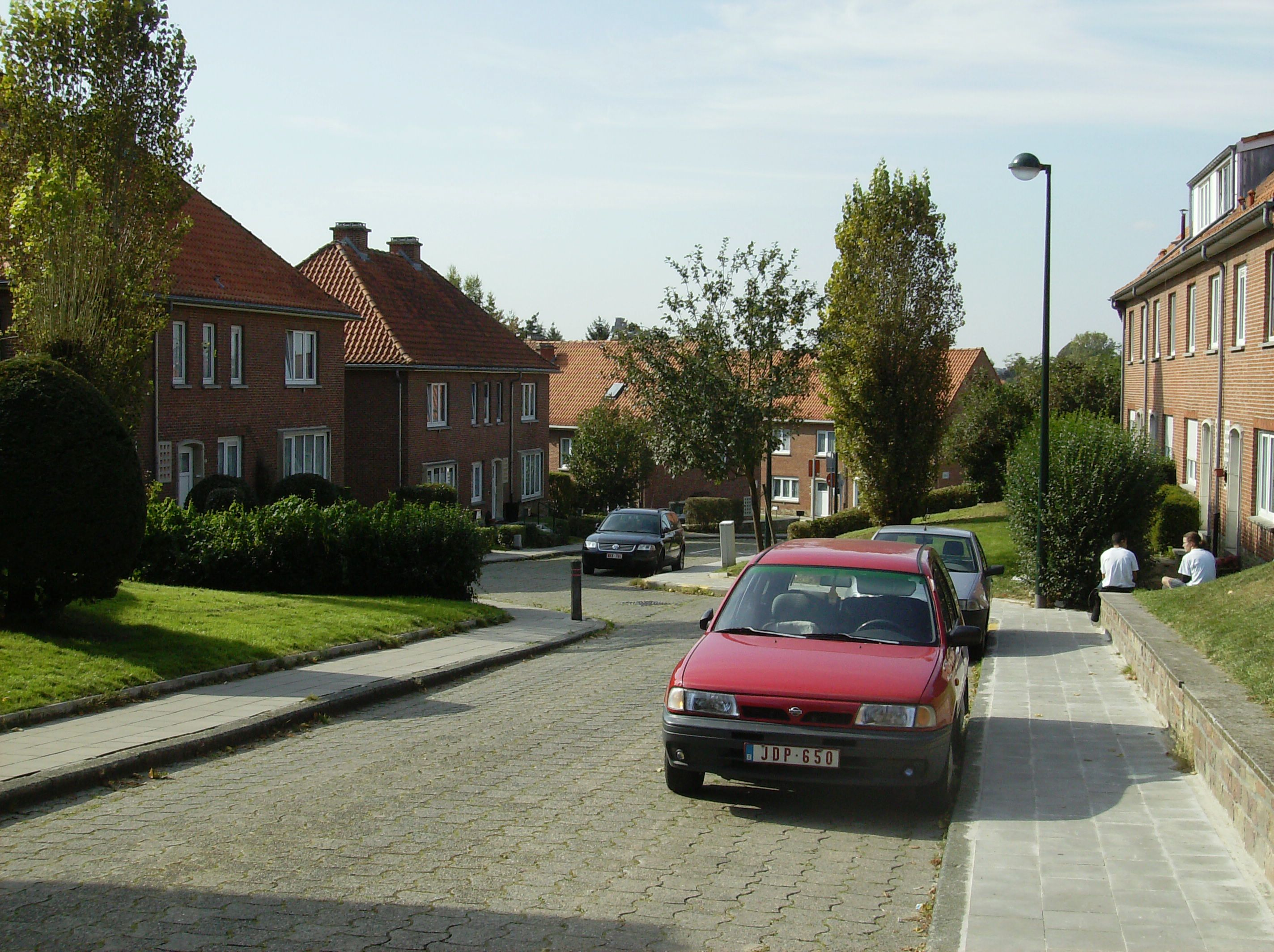
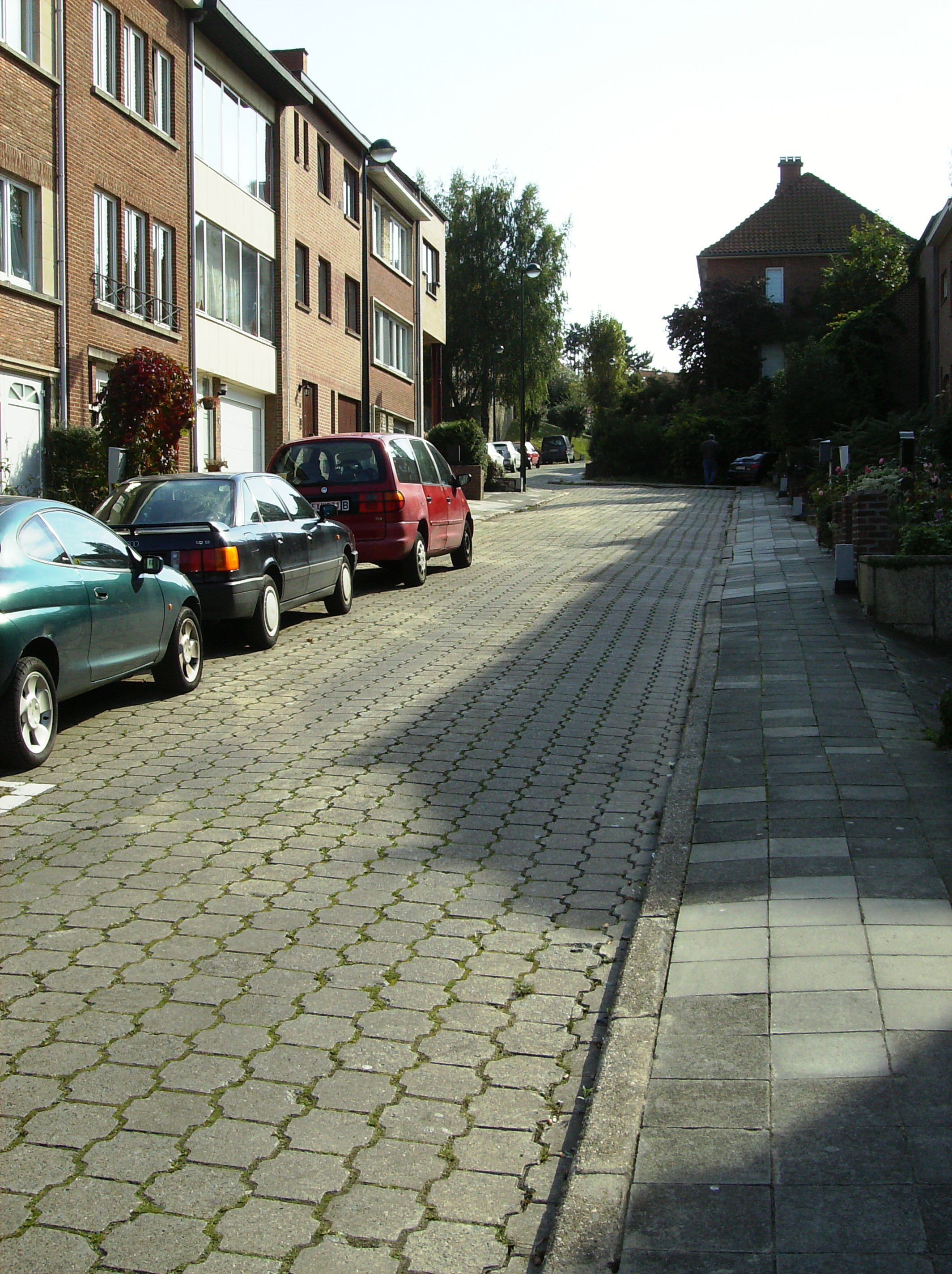
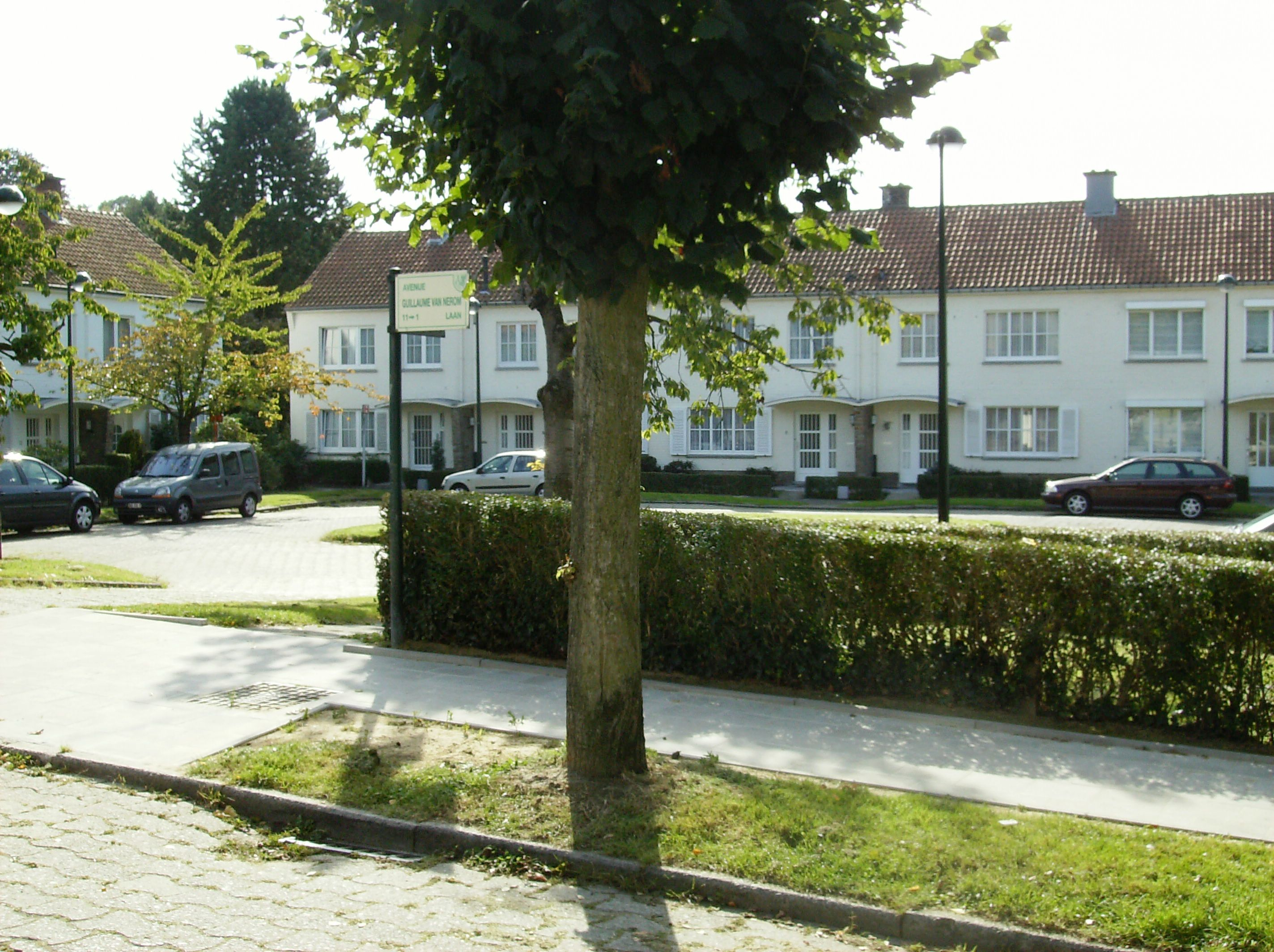

## Sint-Agatha-Berchem:Cité Moderne
De Cité Moderne bestaat uit 275 woningen en is tussen 1922 en 1925 gebouwd door een coöperatieve vennootschap voor sociale woningbouw. Ze is ontworpen door architect Victor Bourgeois (1897-1962). Hij was de avant-gardistische voortrekker in België van het modernisme, dat een reflectie over architectuur en urbanisme nastreefde. Tevens won hij de grote prijs van de Arts décoratifs in Parijs in 1925. De huizen en kleine appartementsgebouwen zijn gebouwd in een kubistische stijl zonder franjes. De woningen bestaan uit sobere ruimtes met rechte hoeken en platte daken. In die tijd was het gebruik van gewapend beton een nieuwe techniek, die de bouwkosten hielp te drukken. Elke woning is op zo'n manier ingeplant dat het daglicht het best wordt opgevangen (sommige huizenrijen zijn volgens een zaagtandpatroon gebouwd). Bovendien heeft elk huis een privétuintje, waar iets gekweekt kan worden. Deze woonwijk is het eerste voorbeeld van deze bouwstijl in België.
Het grondplan van ‘la cité’ bestaat uit een reeks korte wegen en doodlopende straten die doorgaand verkeer onmogelijk maken, pleintjes en kleine openbare tuinen. Het geheel werd bedacht door bouwkundige en tuinarchitect Louis Van der Swaelmen en is bedoeld om de gezelligheid, solidariteit en veiligheid onder de bewoners te bevorderen. Deze intenties blijken ook uit de straatnamen: Stichtingstraat, Beheerstraat, Ontwikkelingsstraat, Verwelkomingstraat, Solidariteitstraat of Pretstraat, Ondernemingsplein of Samenwerkingsplein.
‘La Cité moderne’ kreeg in 1925 de hoofdprijs van de Exposition des Arts Décoratifs in Parijs en maakte zo haar bedenker wereldberoemd. Ze wordt vaak vermeld in kunstboeken over architectuur.
Ondanks de bescherming in 2000, is de stadswijk tegenwoordig in verval en staan sommige huizen er verwaarloosd bij. Renovaties worden steeds op de lange baan geschoven. Het is moeilijk om projecten uit de grond te stampen die aan de hedendaagse eisen van comfort en veiligheid voldoen (en die een pak hoger liggen dan die van de jaren twintig) zonder daarbij het oorspronkelijke, bouwkundige karakter en het erfgoed te schaden.

Cité Moderne (Moderne Wijk, Sint-Agatha-Berchem, 1922-1925)
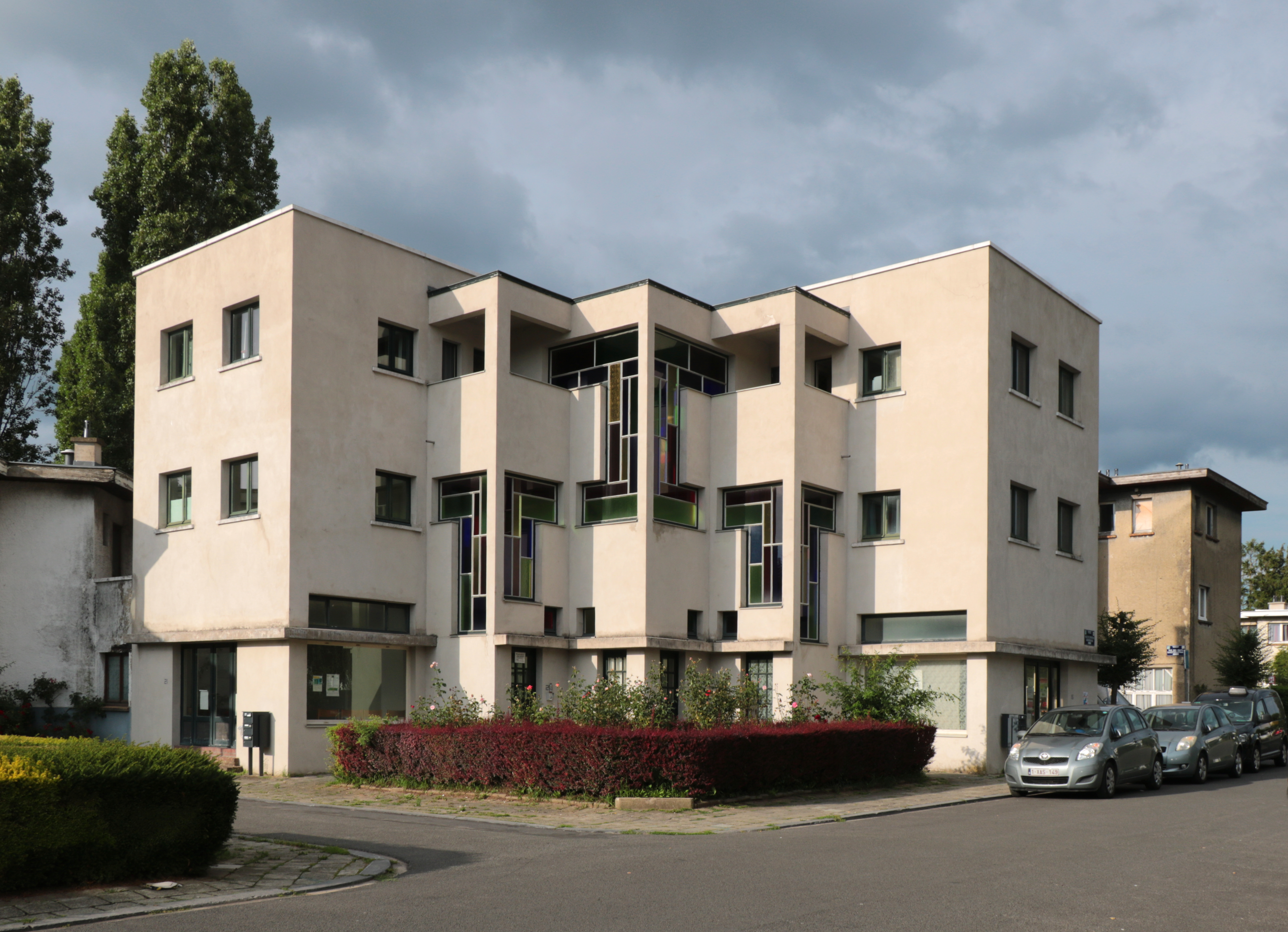
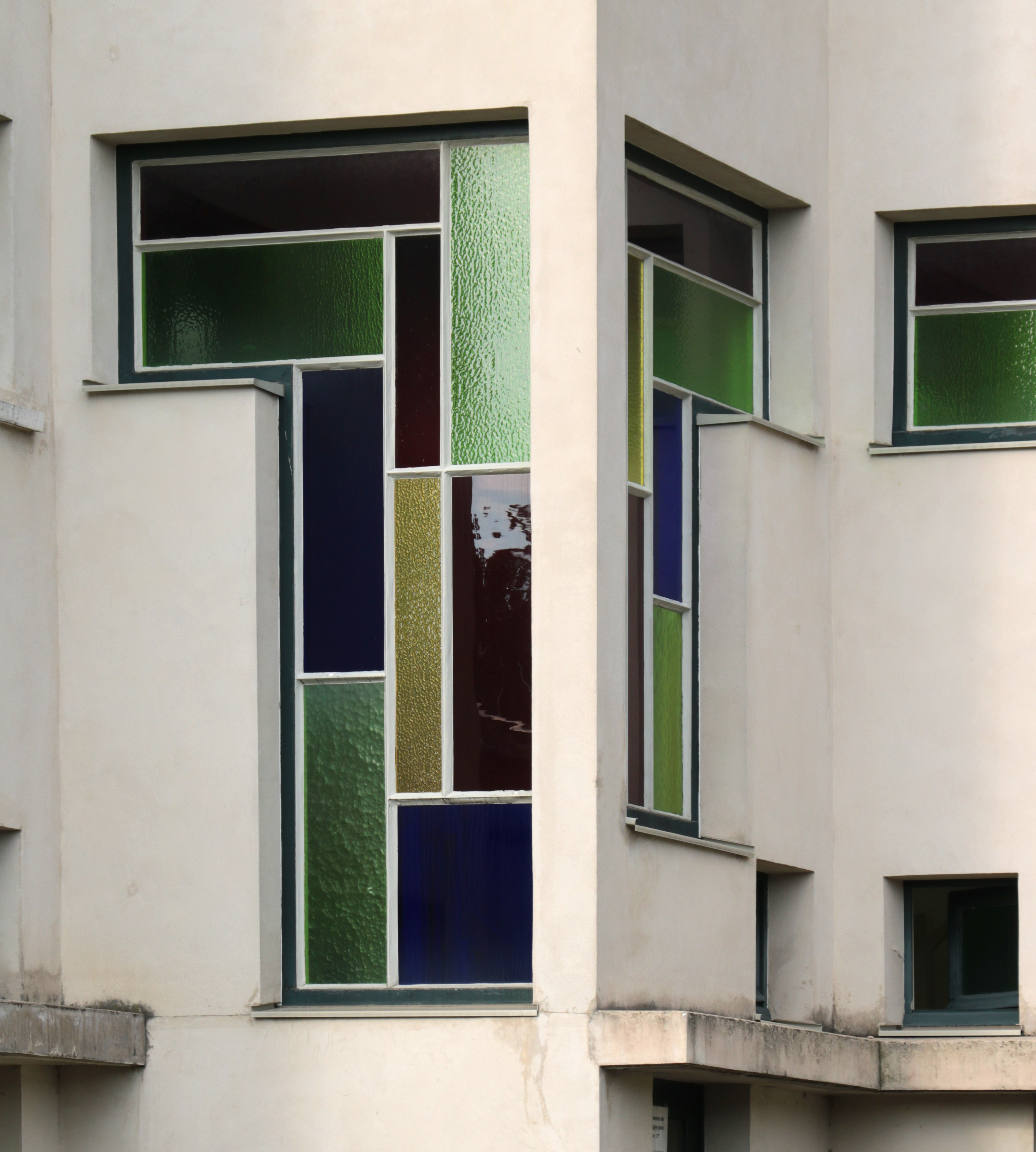
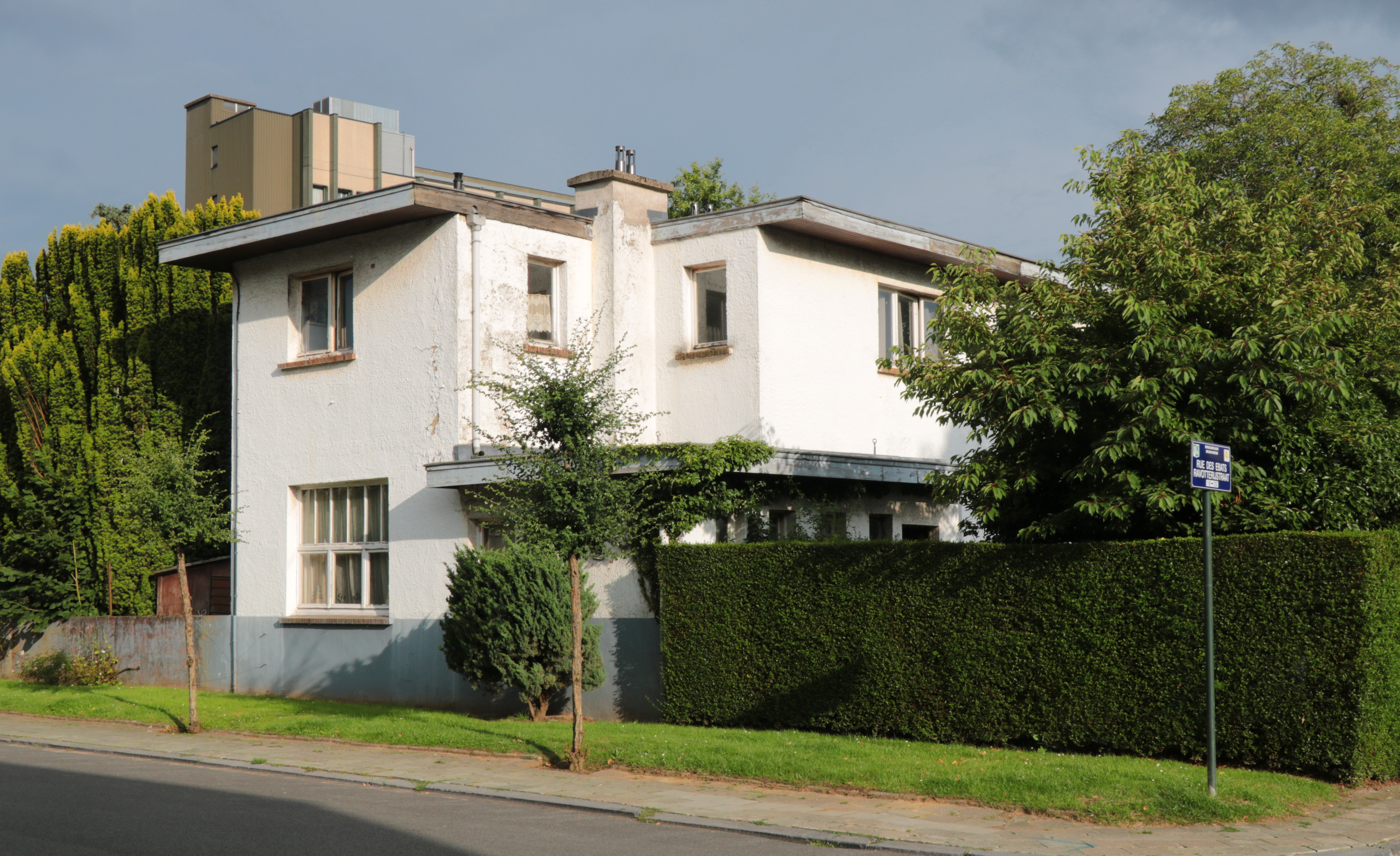

## De Terdelttuinwijk inSchaarbeek

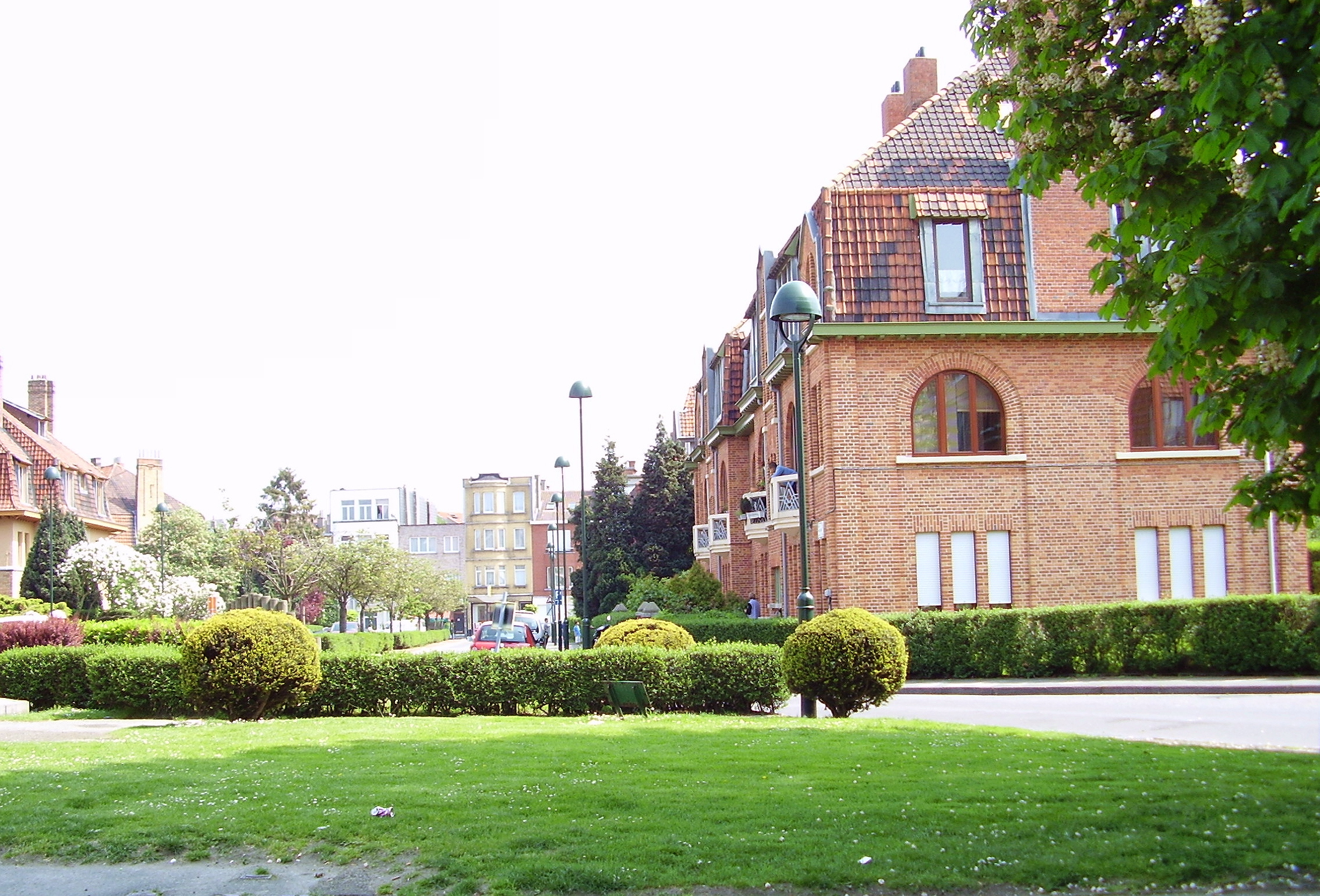
Terdelt

Deze wijk, aan de rand van Schaarbeek, heeft zijn naam te danken aan een oud stuk hoger gelegen landbouwgrond 'ter-dal' (in het dal) waarop hij gebouwd is. In 1868 legde men op deze plaats een gemeentelijke begraafplaats aan die een eeuw later plaats zou maken voor een sportcentrum.
De creatie van de tuinwijken kwam er op initiatief van de gemeenteraad, in samenwerking met een in 1899 opgerichte sociale woningenmaatschappij de Schaarbeekse Haard. Met de oprichting van deze maatschappij wilde men tegemoetkomen aan de erg hoge woningnood, die toen vooral de minder welgestelde bevolkingsklassen trof. De maatschappij liet een groot aantal appartementsblokken optrekken, maar de bouwwerken werden onderbroken door de Eerste Wereldoorlog. Kort na de oorlog besliste de maatschappij om een tuinwijk in Engelse stijl te bouwen op de goedkope terreinen achter de begraafplaats. Voor het ontwerp van deze tuinwijk organiseerde de gemeente in 1921 een wedstrijd, die door de architect Roulet werd gewonnen.
De wijk ligt rond een centraal, ovaalvormig plein, waar een plantsoentje als ontmoetingsplaats dienstdoet. De straten, die alle op een rotonde uitkomen, werden smal en in bochten aangelegd om verkeersdrukte te vermijden. Aanvankelijk waren de eengezinswoningen bestemd voor verhuur, maar om financiële redenen en wegens de grote vraag naar deze woningen werden ze toch verkocht. Zo werden ook kleine flatgebouwen met meerdere wooneenheden opgetrokken, die enkel voor verhuur bestemd waren. In 1926 werden deze woonblokken feestelijk geopend. Typisch voor deze wijk is het gebruik van rode bakstenen en verhoogde pleisterdelen. Tegenwoordig heeft de wijk haar eenvormigheid echter verloren. Veel huizen werden opnieuw geschilderd of met niet-authentieke materialen gerenoveerd. Toen de wijk gebouwd werd, werd ze omringd door landbouwgrond en een begraafplaats. Een groep inwoners tracht om dit deel van het dorp te beschermen.

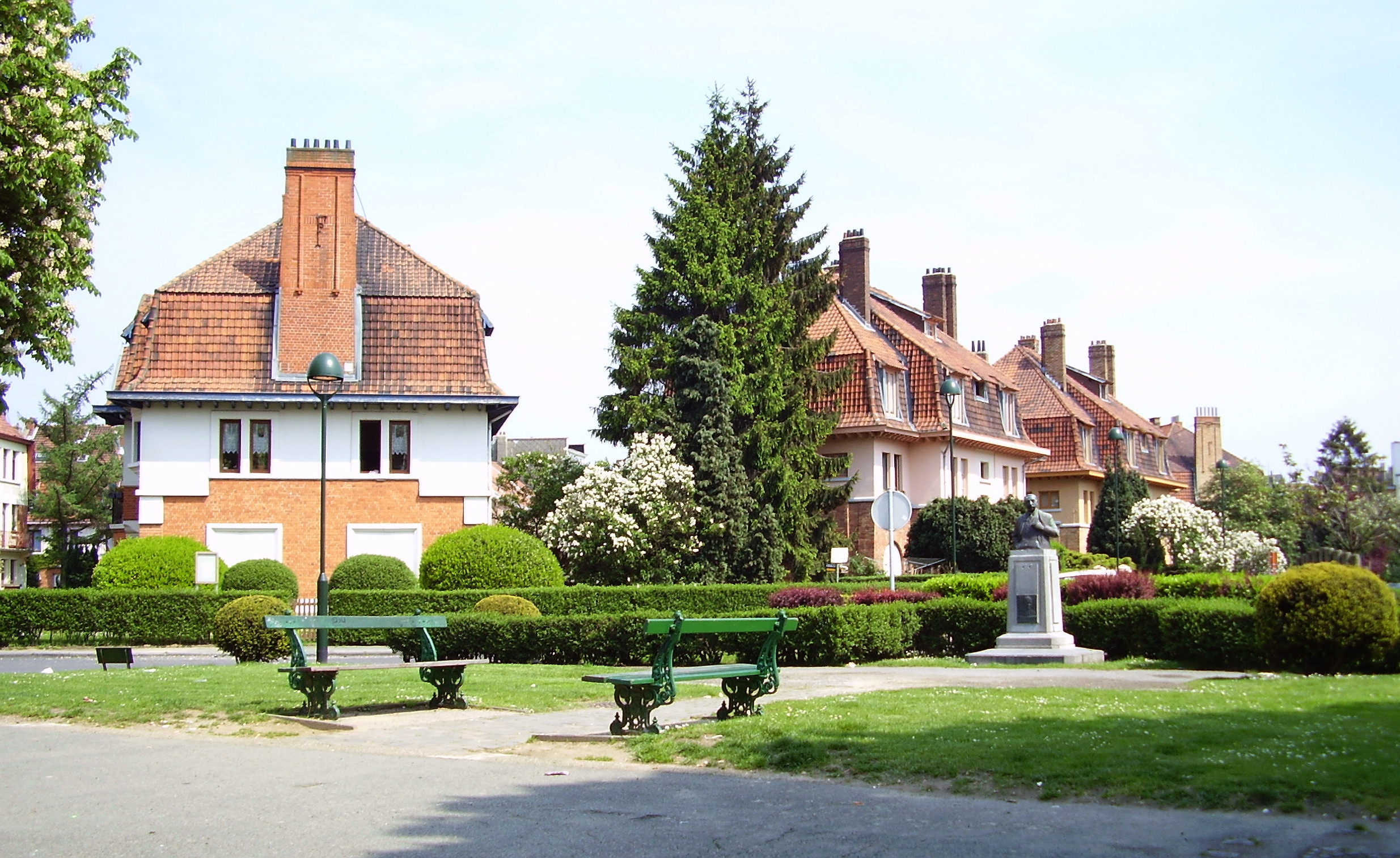
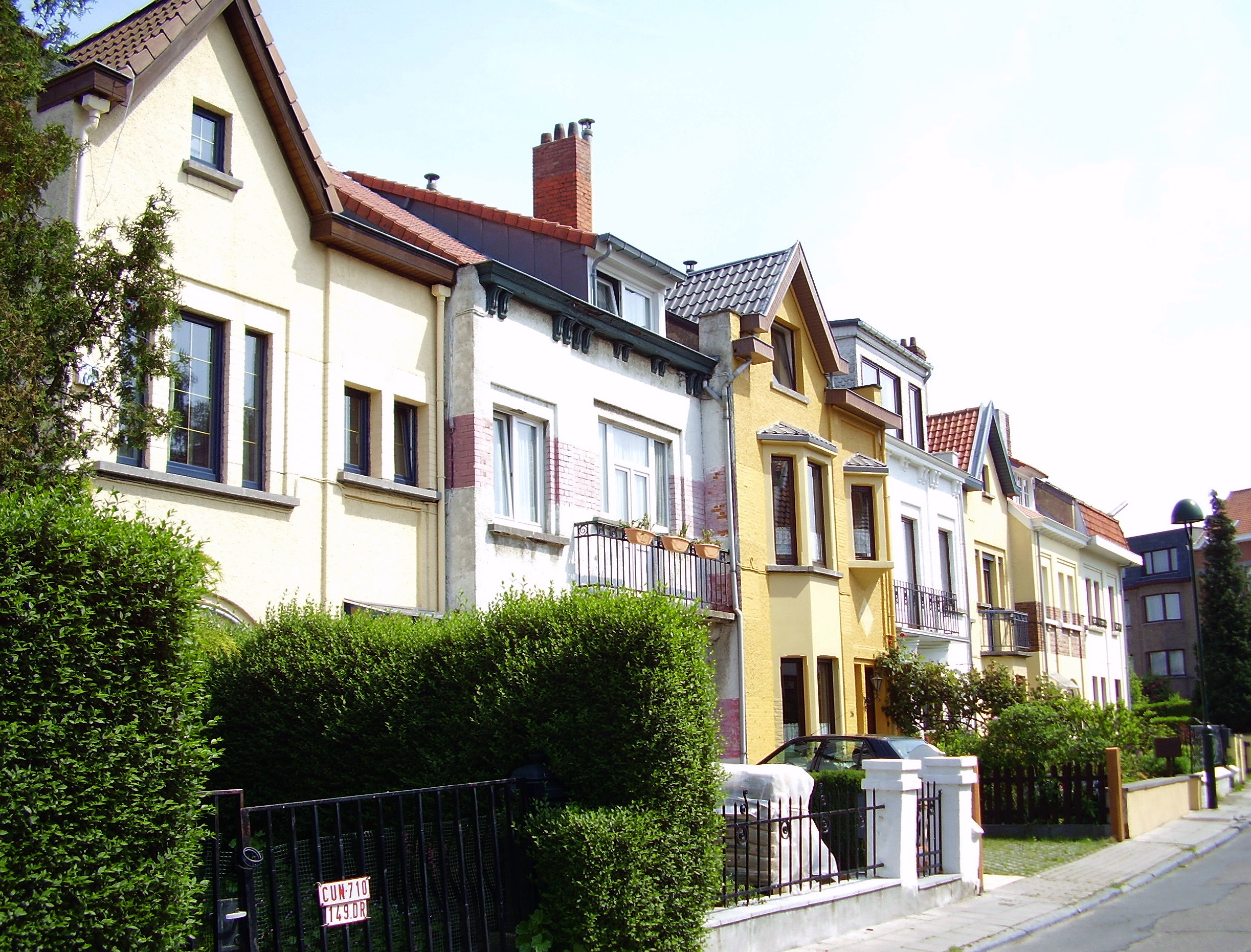
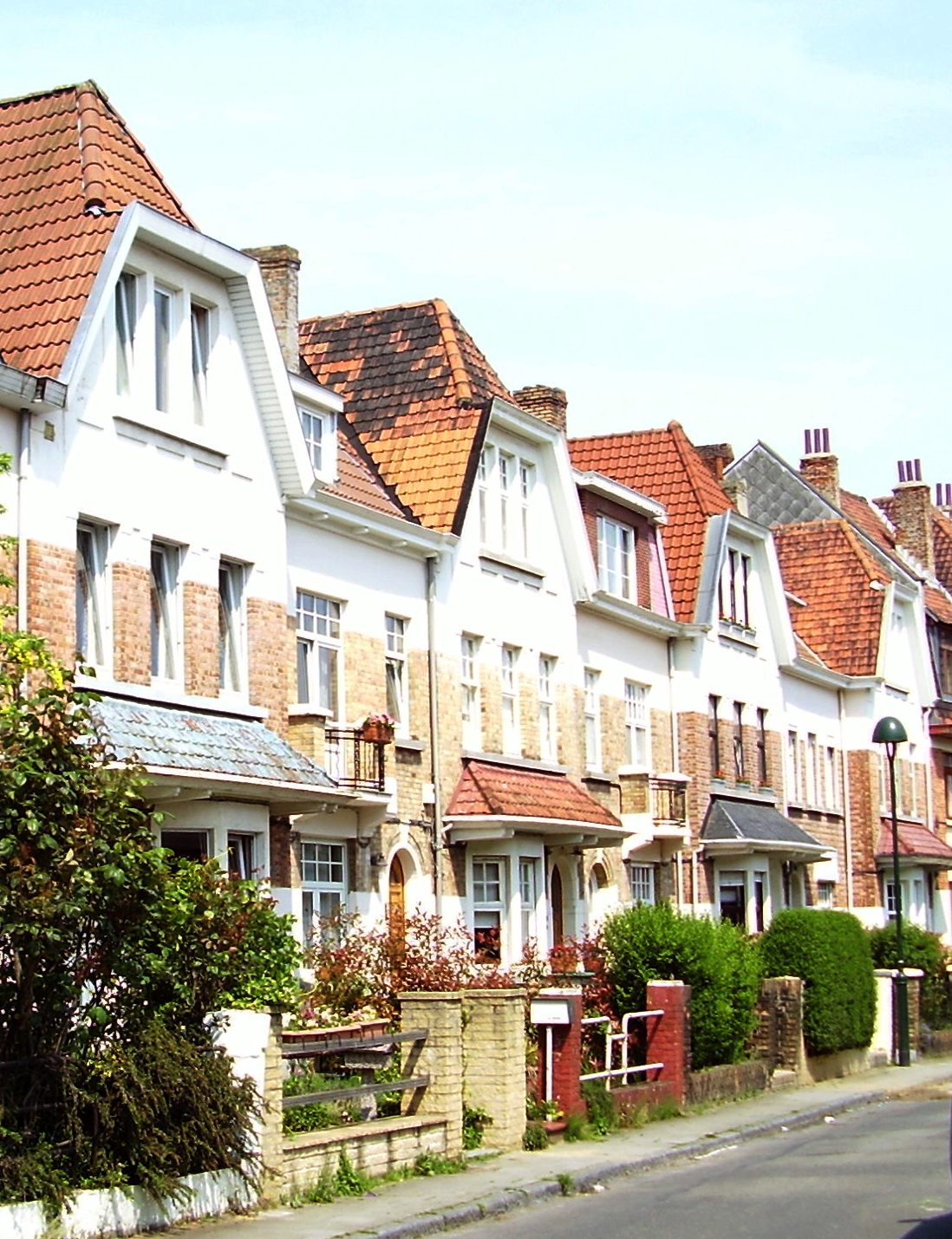
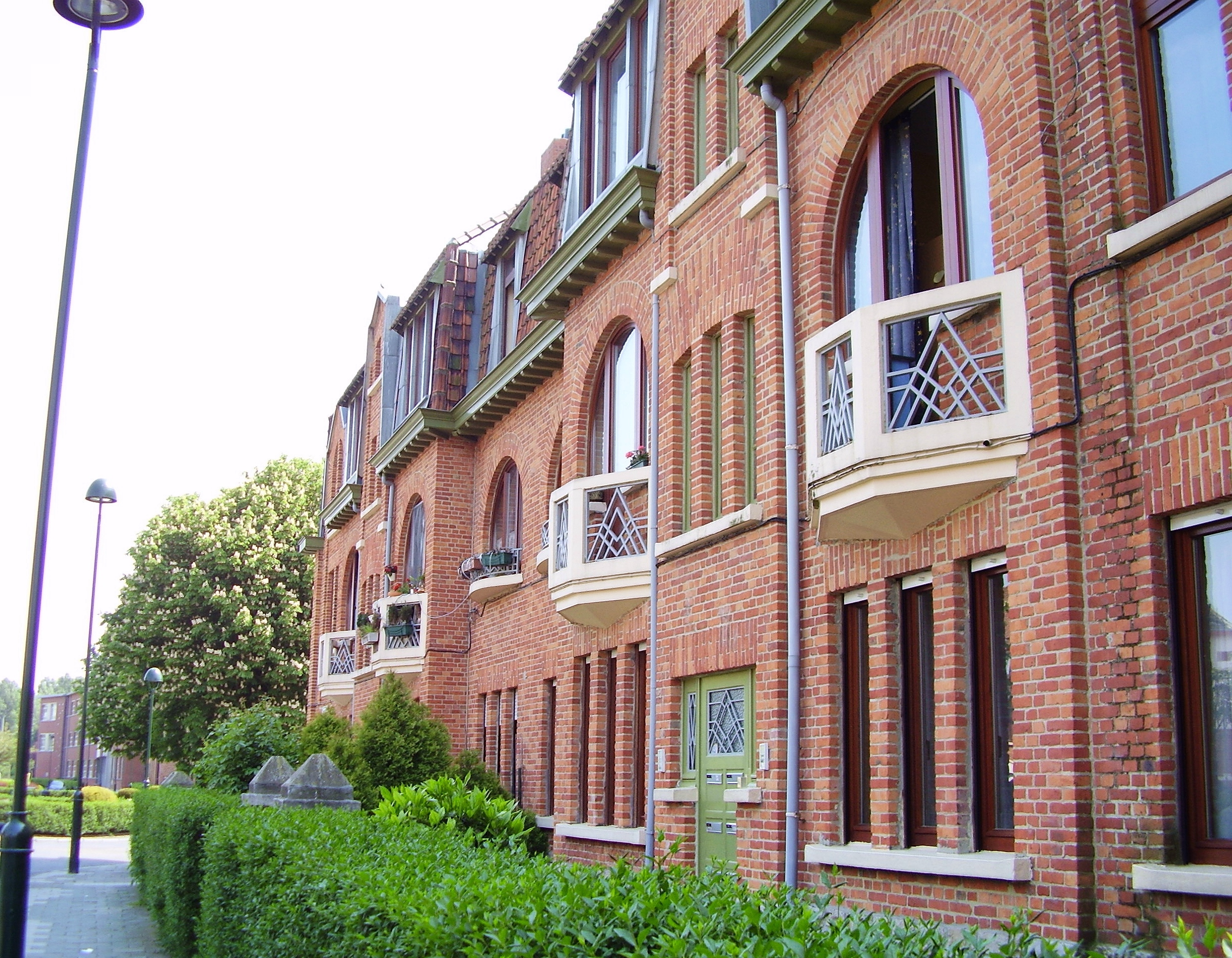

## Anderlecht: de tuinwijken Het Rad, Goede Lucht en Moortebeek
De drie tuinwijken in Anderlecht werden oorspronkelijk ontworpen om vooral bewoners uit de ongezonde arbeiderswijken een nieuwe thuis te geven. Deze mensen werden uit het centrum van Brussel en uit de Marollen verdreven door de vele grote werken, zoals de bouw van het Justitiepaleis, de overwelving van de Zenne, de aanleg van de centrale lanen en de spoorverbinding tussen Brussel-Noord en Brussel-Zuid. Deze werkzaamheden leidden al sinds het einde van de negentiende eeuw tot de afbraak van hele stadsdelen.
De bouw van de Anderlechtse tuinwijken is nauw verbonden met de oprichting van de socialistische beweging en met de arbeidersstrijd in het begin van de twintigste eeuw. De ontwerpers van de tuinwijken werden echter meer dan eens tegengewerkt door een fractie van het gemeentebestuur die geen goed oog hadden in het ontstaan van een rode gordel rond Brussel.

### De wijk Het Rad

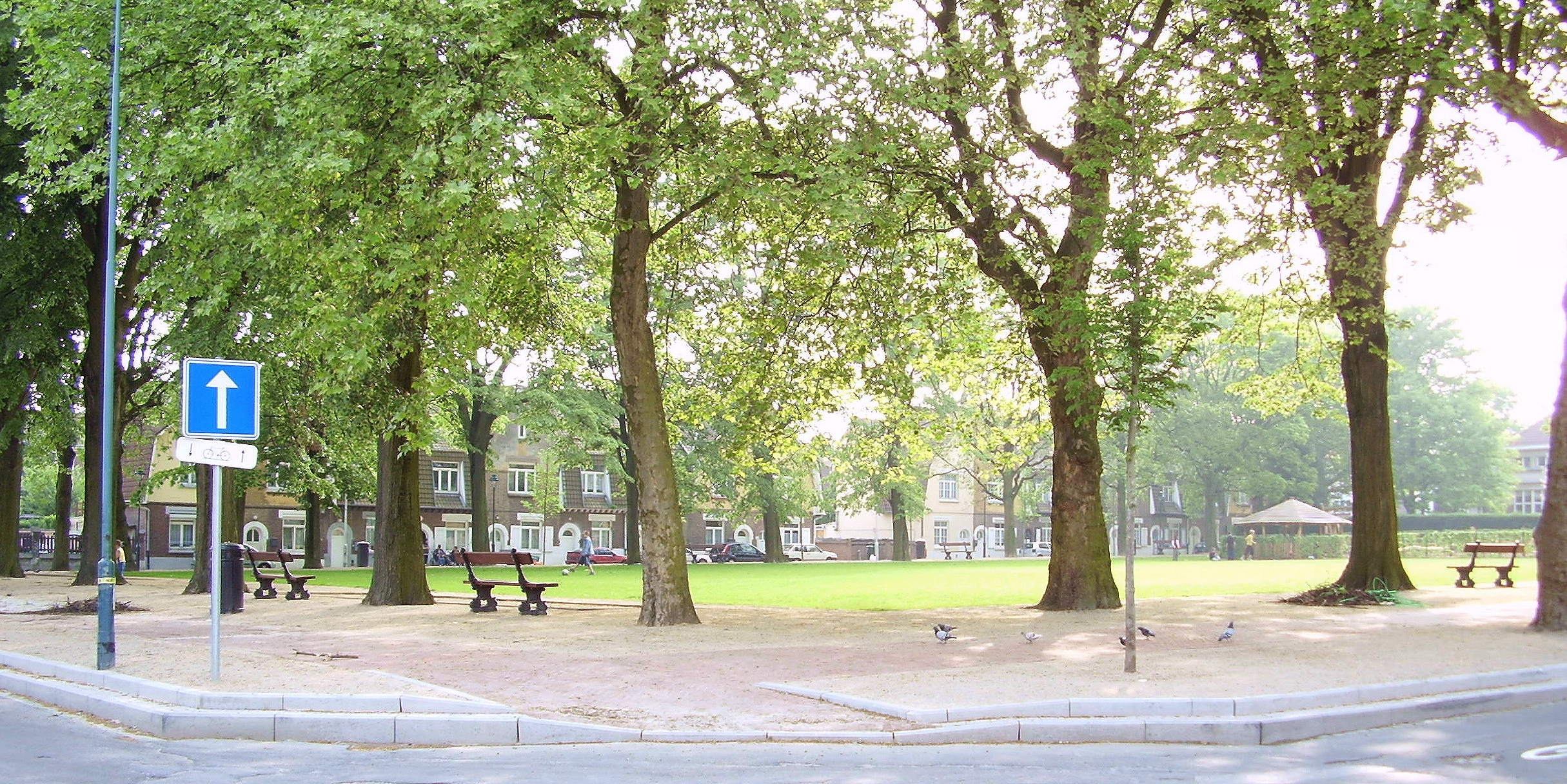
Het Rad, Lustplein

Op initiatief van de Anderlechtse Haard, een Brussels vastgoedbedrijf opgericht in 1907, werd besloten om een arbeiderswijk te bouwen in de buurt van Het Rad (de wijk kreeg deze naam ter herinnering aan de plaats waar vroeger een oud martelrad stond). Al snel leidde de oorlog ertoe dat de werken moesten worden stilgelegd. In 1920 hervatte de bouw pas echt. Het ontwerpen van de 688 gezinswoningen werd overgelaten aan een groep architecten onder leiding van Jean-Jules Eggericx en van stedenbouwkundige Louis Van der Swaelmen. De bouwwerf diende later als een echt proefterrein voor nieuwe technieken en materialen. Het geheel bestond uit een zestigtal verschillende modelhuizen, die elk een woonkamer, een wasplaats, twee kleine achterkamertjes, drie slaapkamers, een zolder en een tuintje van vijftig vierkante meter omvatten.
De luxe en het comfort die voor ons nu ontoereikend zouden zijn, waren voor deze vaak kroostrijke gezinnen in die tijd bepaald indrukwekkend. De stadswijk strekte zich uit rond een grote, gemeenschappelijke groene zone, het Lustplein. Het was een ontmoetings-en ontspanningsplaats en op een deel ervan zou een grote school gebouwd worden. De naburige straatnamen zoals bijvoorbeeld de Achturenstraat, de Mensenrechtenstraat, de Solidariteitstraat of de Emancipatiestraat herdenken de verschillende sociale strijdpunten van de arbeidersklasse. Een groot gedeelte van deze woningen werd daarna verkocht aan mensen die ze nauwelijks konden onderhouden of aan moderne wooneisen konden laten beantwoorden. Bij verbouwingen werd niet altijd rekening gehouden met het karakter van de stadswijk. Nu is het Anderlechtse ontmoetingscentrum nog eigenaar van zo’n 40 % van de woningen. De renovatie- en sensibiliseringsprogramma’s van de privé-eigenaars zijn begonnen.

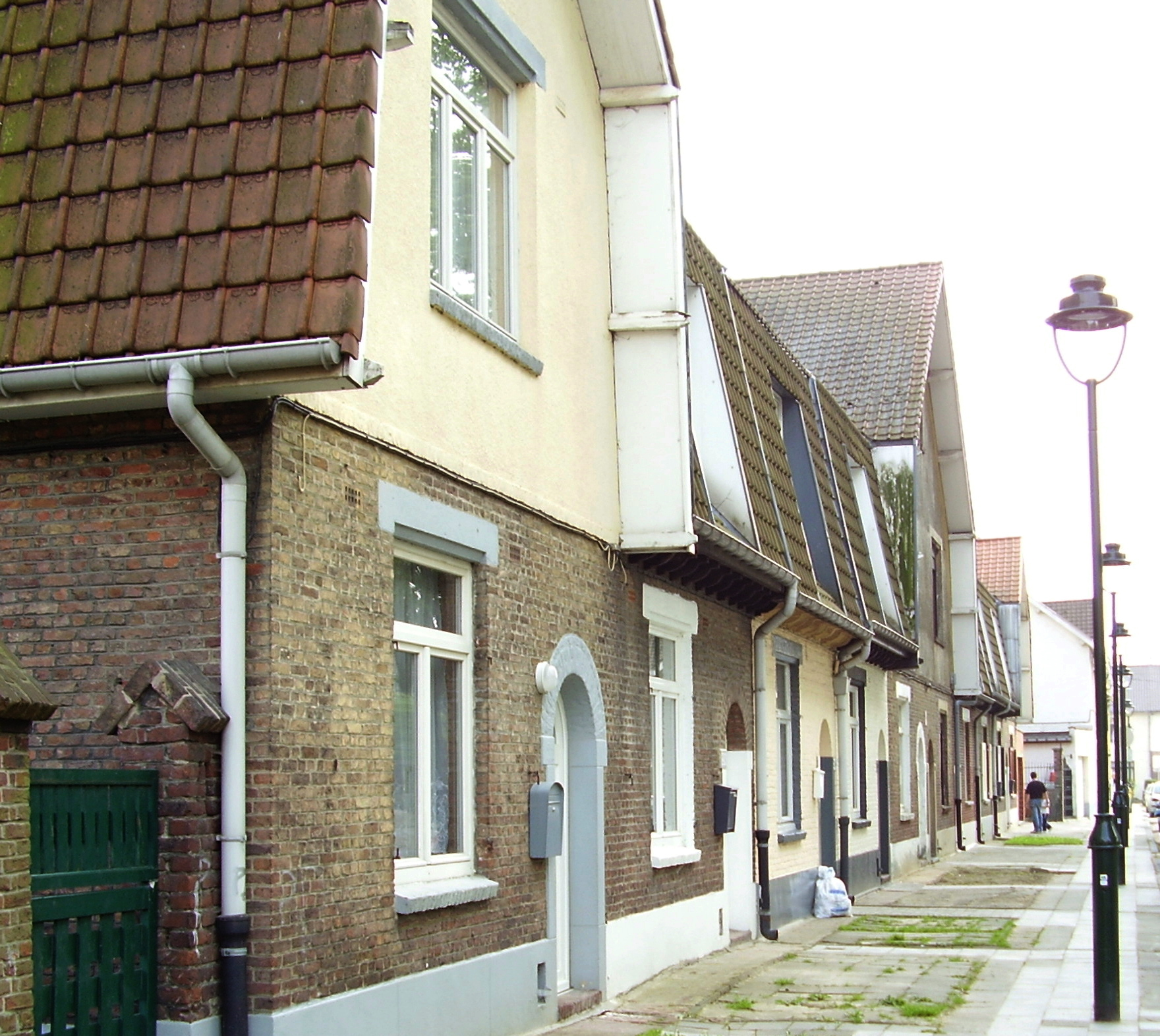
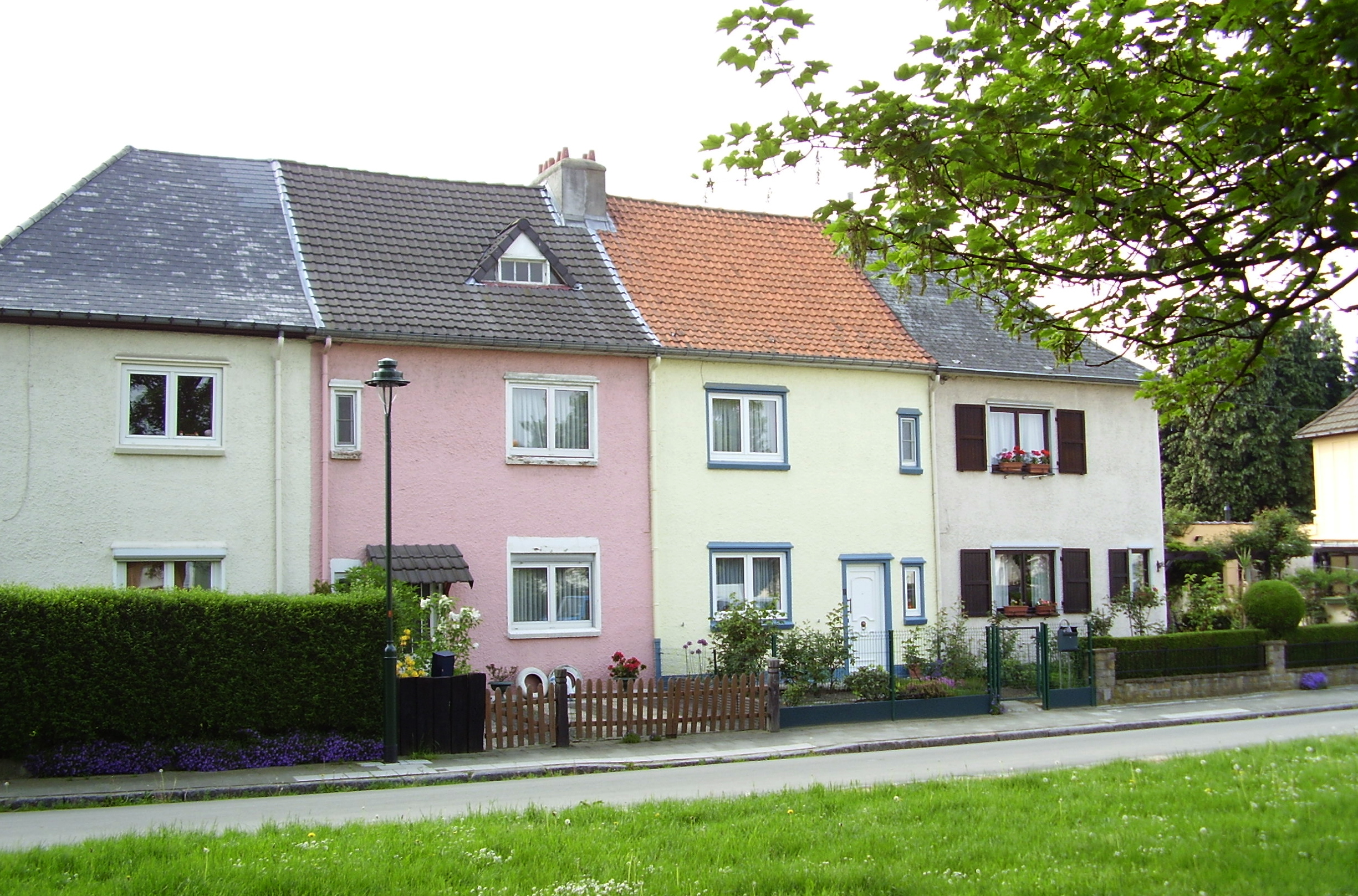
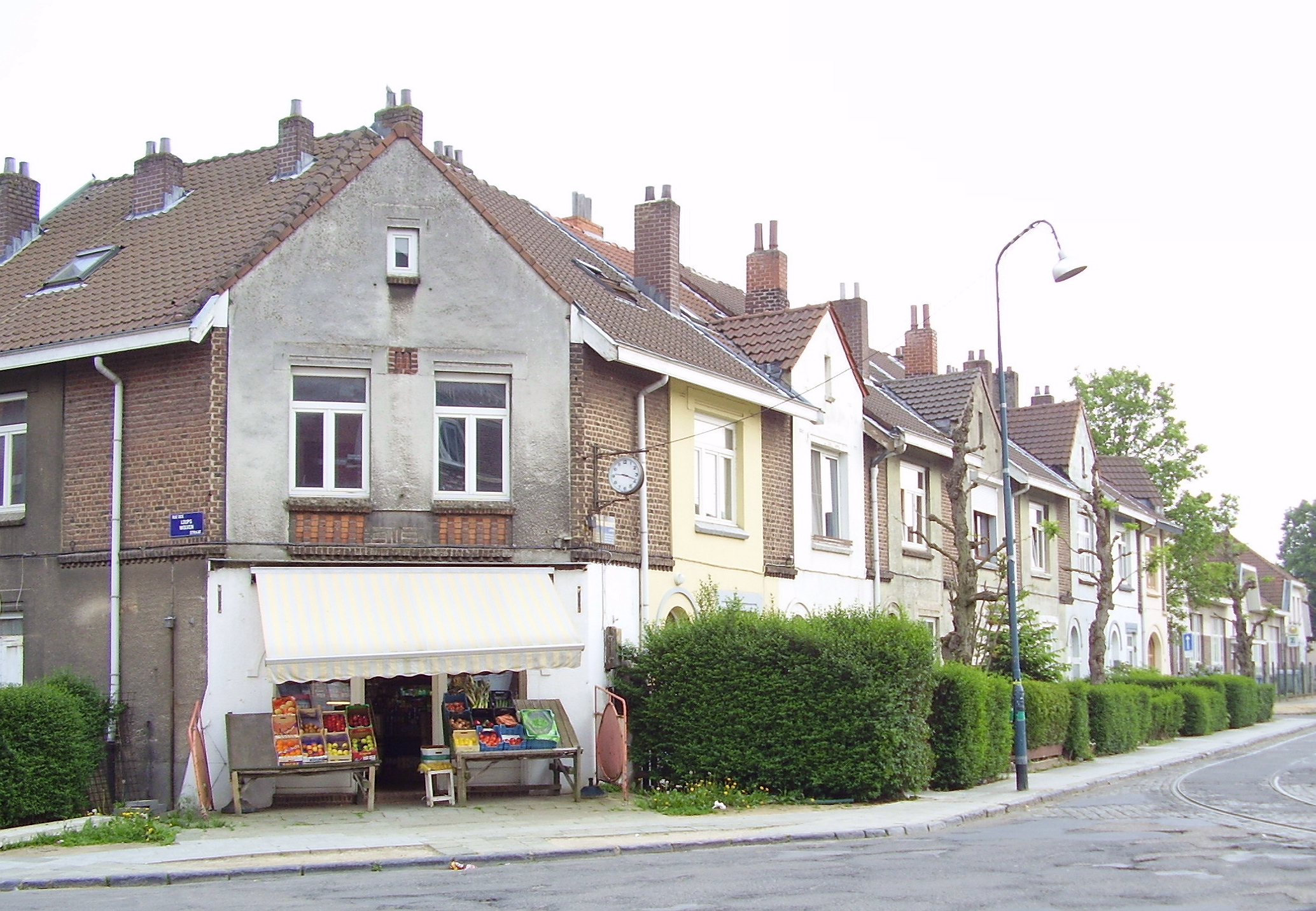
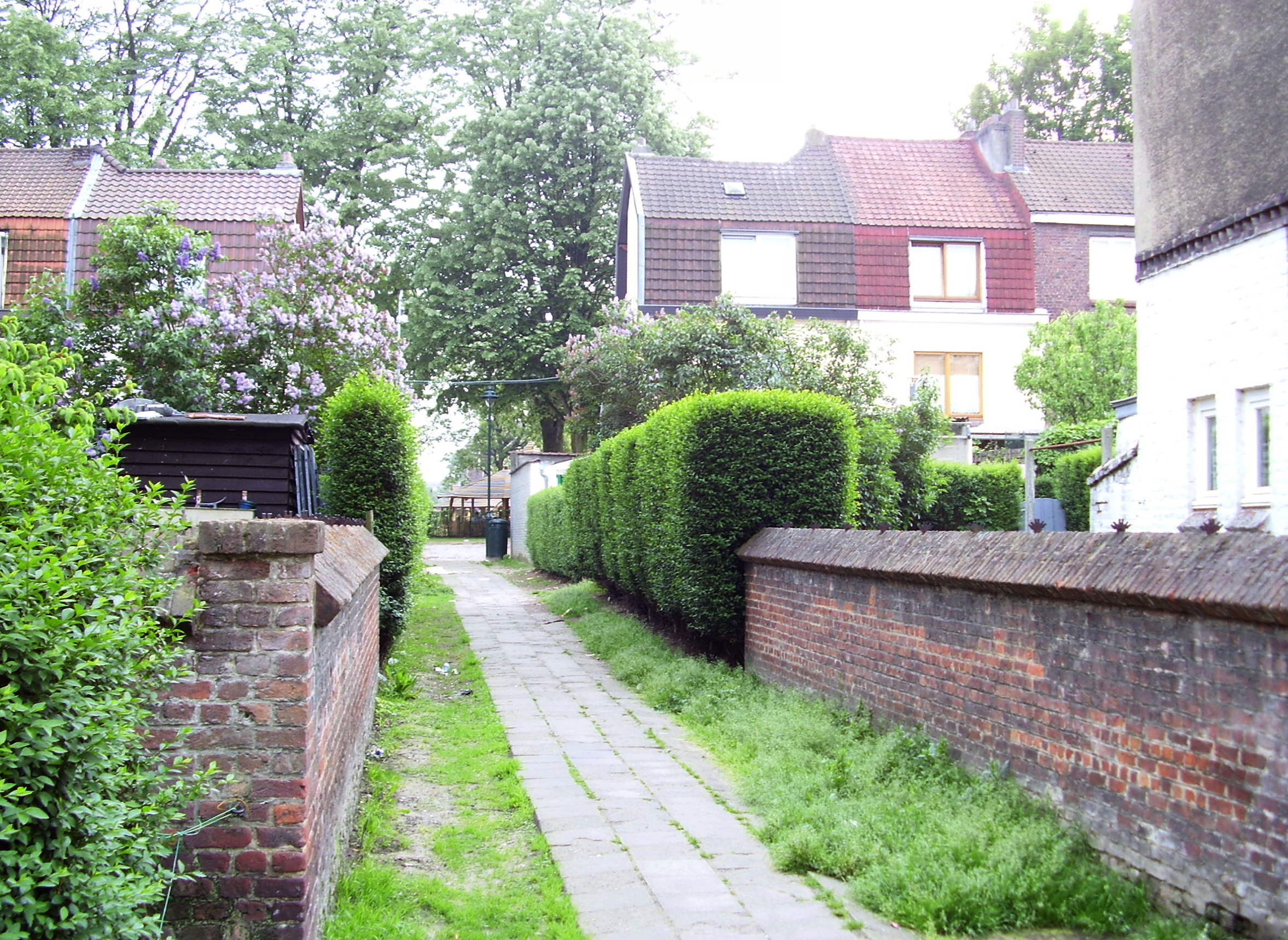

### Goede lucht

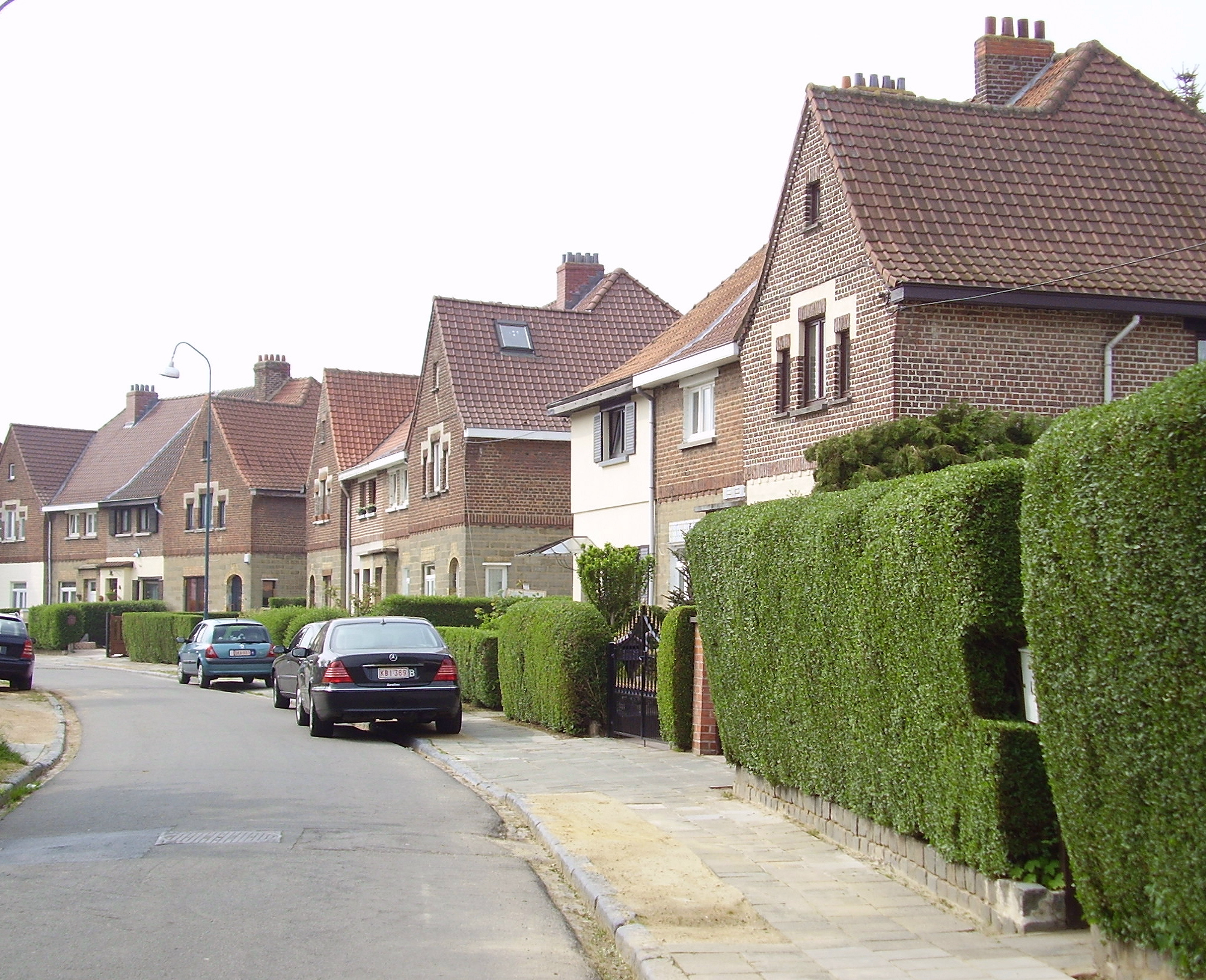
Bon air of Goede lucht

De tuinwijk Bon Air of Goede Lucht werd aangelegd tussen 1921 en 1923 in hartje platteland, ver verwijderd van de in die tijd bebouwde gebieden. De stijl ervan lijkt op die van Het rad (La roue). De naam van de tuinwijk lijkt bedoeld voor de onteigende Brusselaars, die men wil overtuigen om te verhuizen naar die geïsoleerde en moeilijk bereikbare plaats. In datzelfde opzicht houden de straatnamen tal van beloftes in over een nieuw en ander leven in plaats van het zogezegd ongezonde leven in het midden van de stad. Enkele voorbeelden zijn: de Hygiënestraat, Heilzaamstraat, Gezondheidsstraat, Matigheidsstraat, Vruchtbaarheidsstraat, Gelukstraat of de Geestdriftstraat.
Tot op vandaag is Goede Lucht de enige wijk die geen deel uitmaakt van de stad. De Ring rond Brussel vormt een scheidingslijn tussen deze wijk en de stadskern. Een verstrooide wandelaar zou kunnen denken dat hij in een klein dorpje beland is, zoals er zoveel zijn in Vlaanderen: een klokkentoren met een aantal huizen rond. Maar als hij wat beter zou kijken, zou hij merken dat er op het dorpsplein geen kerk staat, maar een school en dat de huizen – ondanks de vele verbouwingen – een gemeenschappelijke stijl vertonen. Verder zou hij merken dat de inwoners duidelijk echte stadsmussen zijn. Ze zijn dan ook via een brug en tunnel verbonden met de stad.

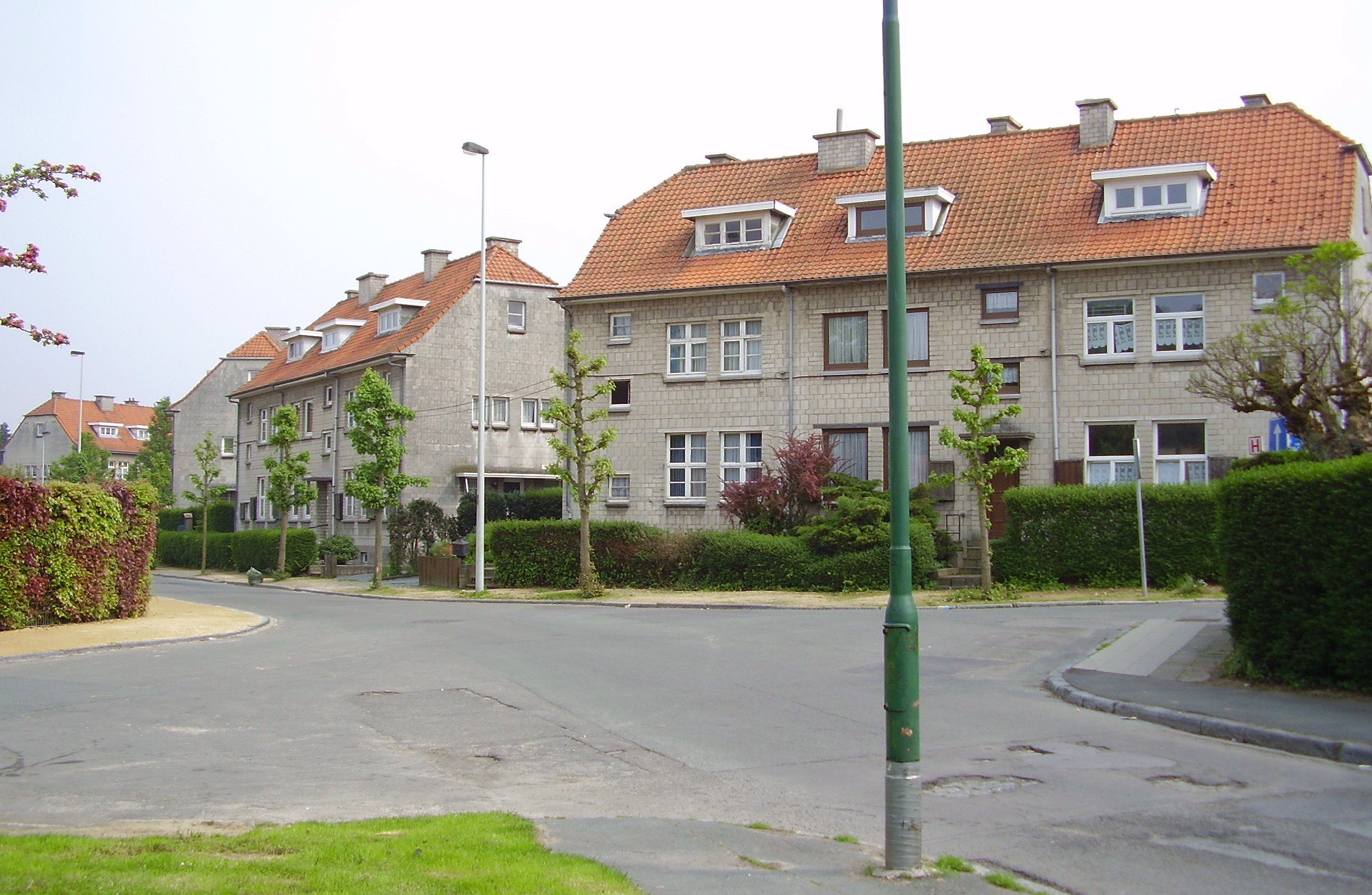
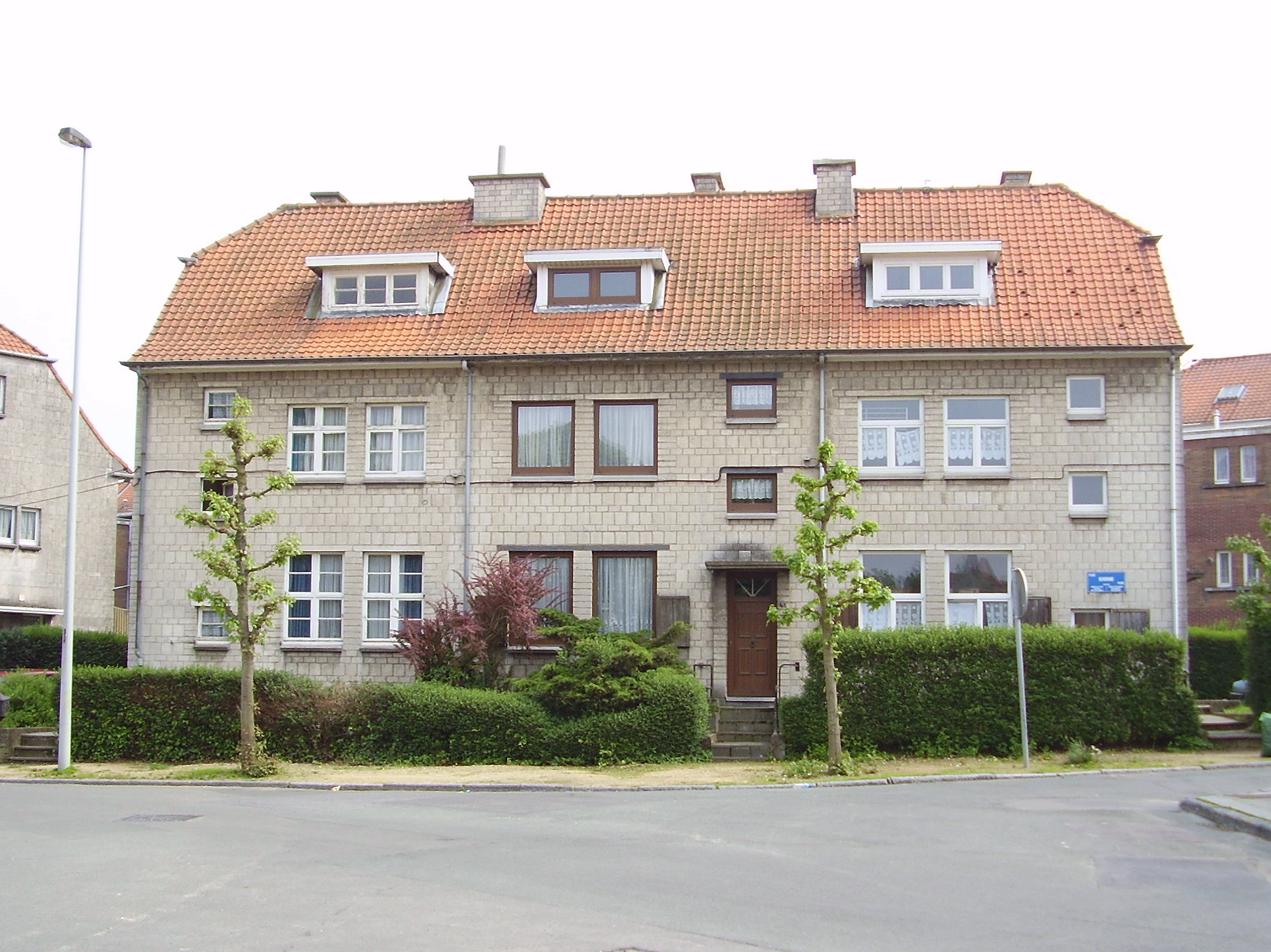
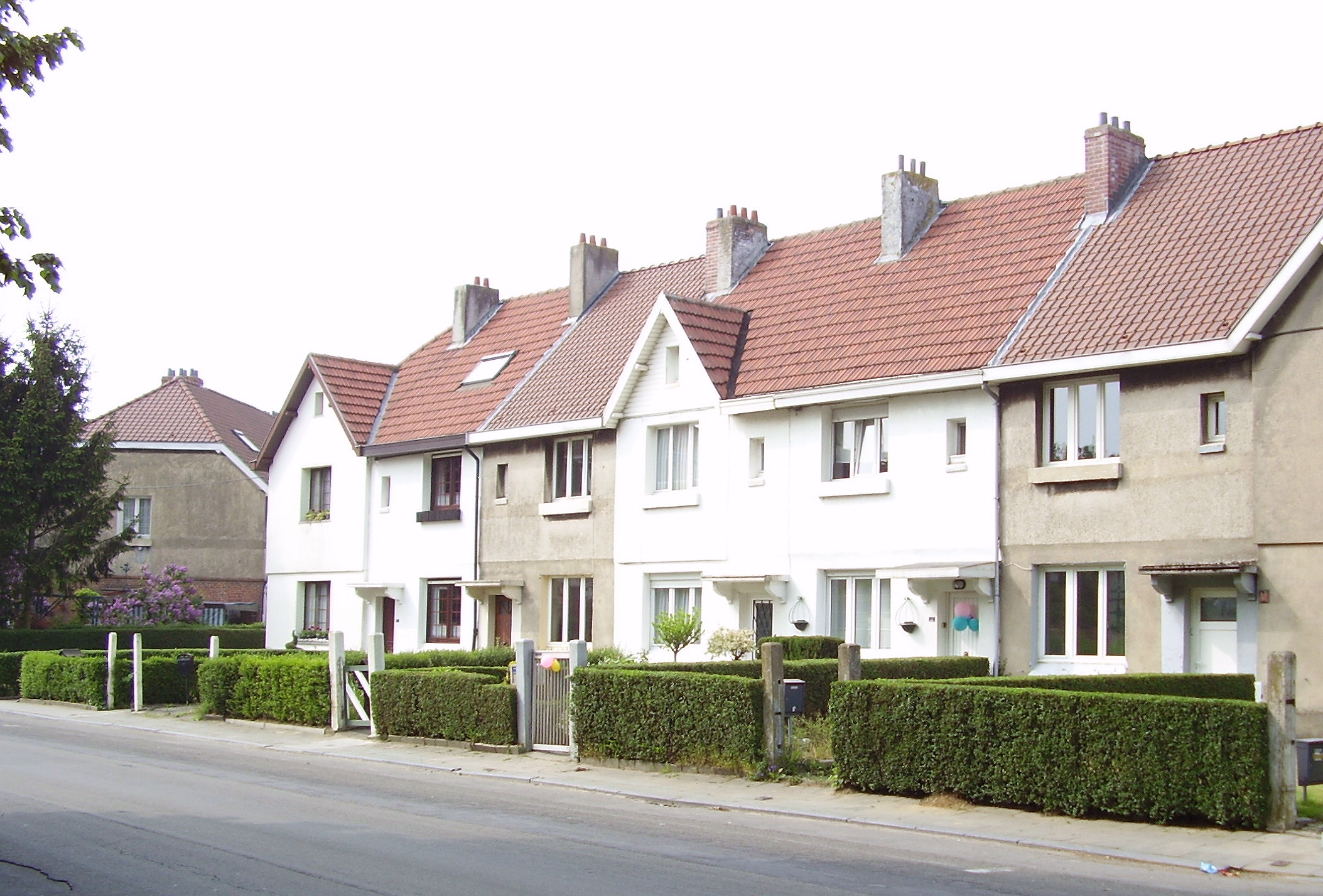
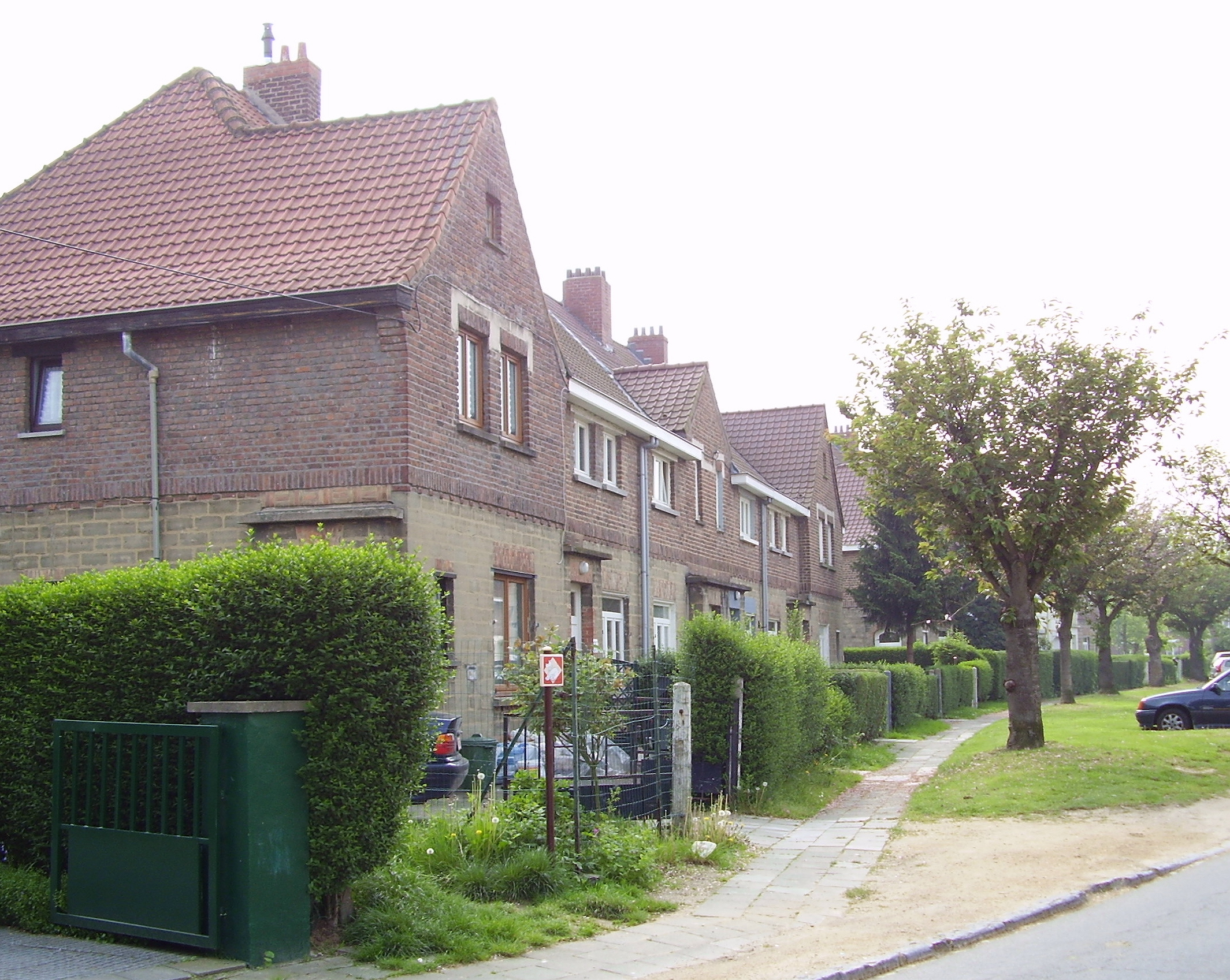

### Moortebeek

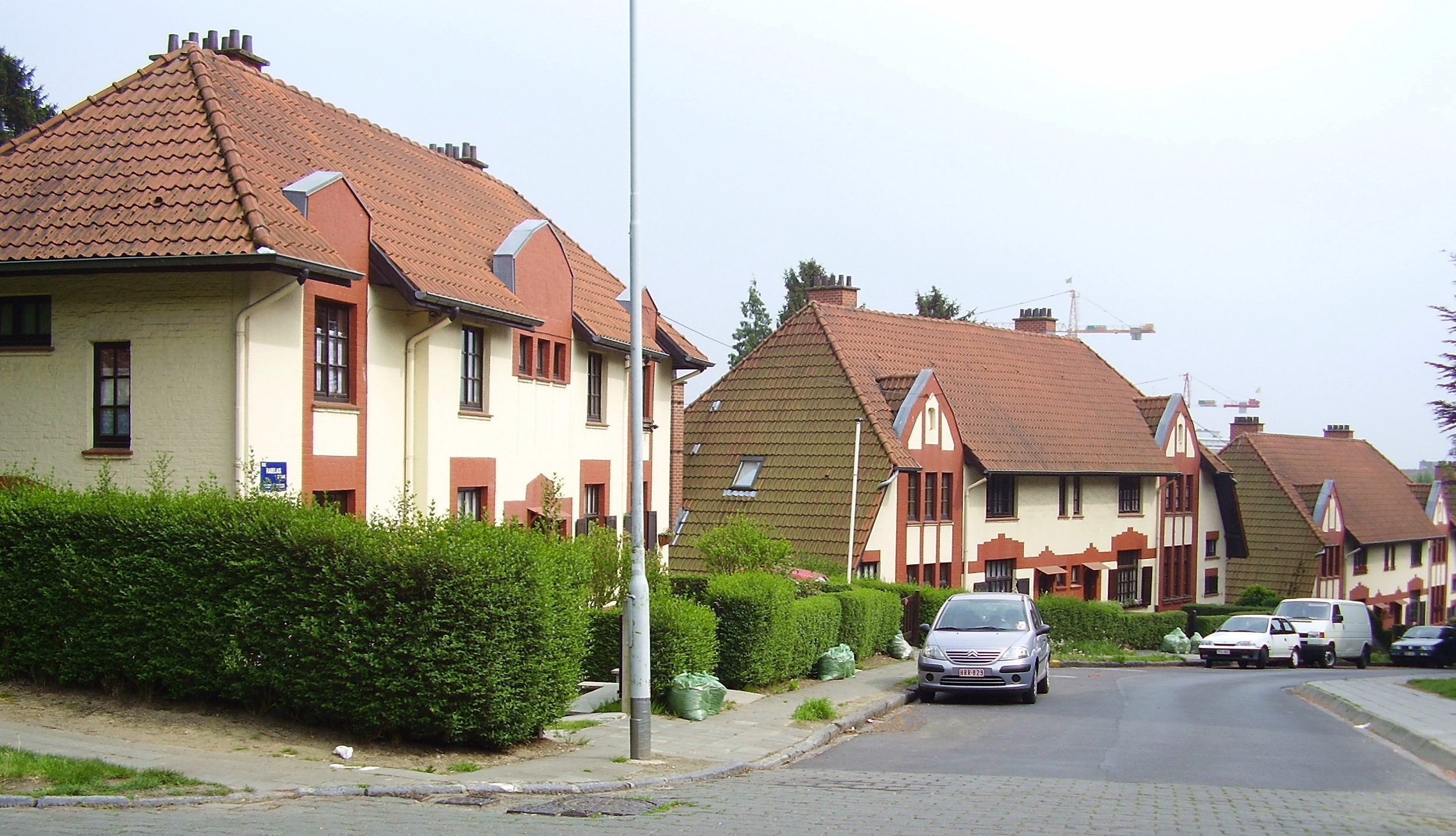
Moortebeek

In 1921 werd de coöperatieve huurdersmaatschappij "Les Foyers collectifs" gesticht met als doel een nieuwe tuinwijk aan te leggen. Ze kocht een twintigtal hectare aan in Anderlecht, dicht bij het oude dorpje Moortebeek.
Ongeveer 360 woningen werden gebouwd in de volgende jaren en vanaf 1923 werden ze voor het eerst bewoond. De bewoners kregen te kampen met heel wat problemen: ongeasfalteerde en modderige wegen die niet voorzien waren van riolering of straatverlichting. De huizen waren onafgewerkt en drinkbaar water was niet beschikbaar. Er waren geen winkels noch scholen in de buurt en openbaar vervoer naar de stad was onmogelijk. De straten zijn genoemd naar bekende schrijvers: Sévigné, Ronsard, Rabelais, Tolstoj, Vergilius, Shakespeare, Lamartine, Homerus, Corneille en Fénelon.
Vandaag de dag is Moortebeek een gezellige buurt die haar eigenheid en uniforme uitstraling heeft weten te behouden. Dit heeft de stad te danken aan de coöperatie die de kleur van de gevels en de keuze van materiaal voor de ramen en de infrastructuur bepaalt.

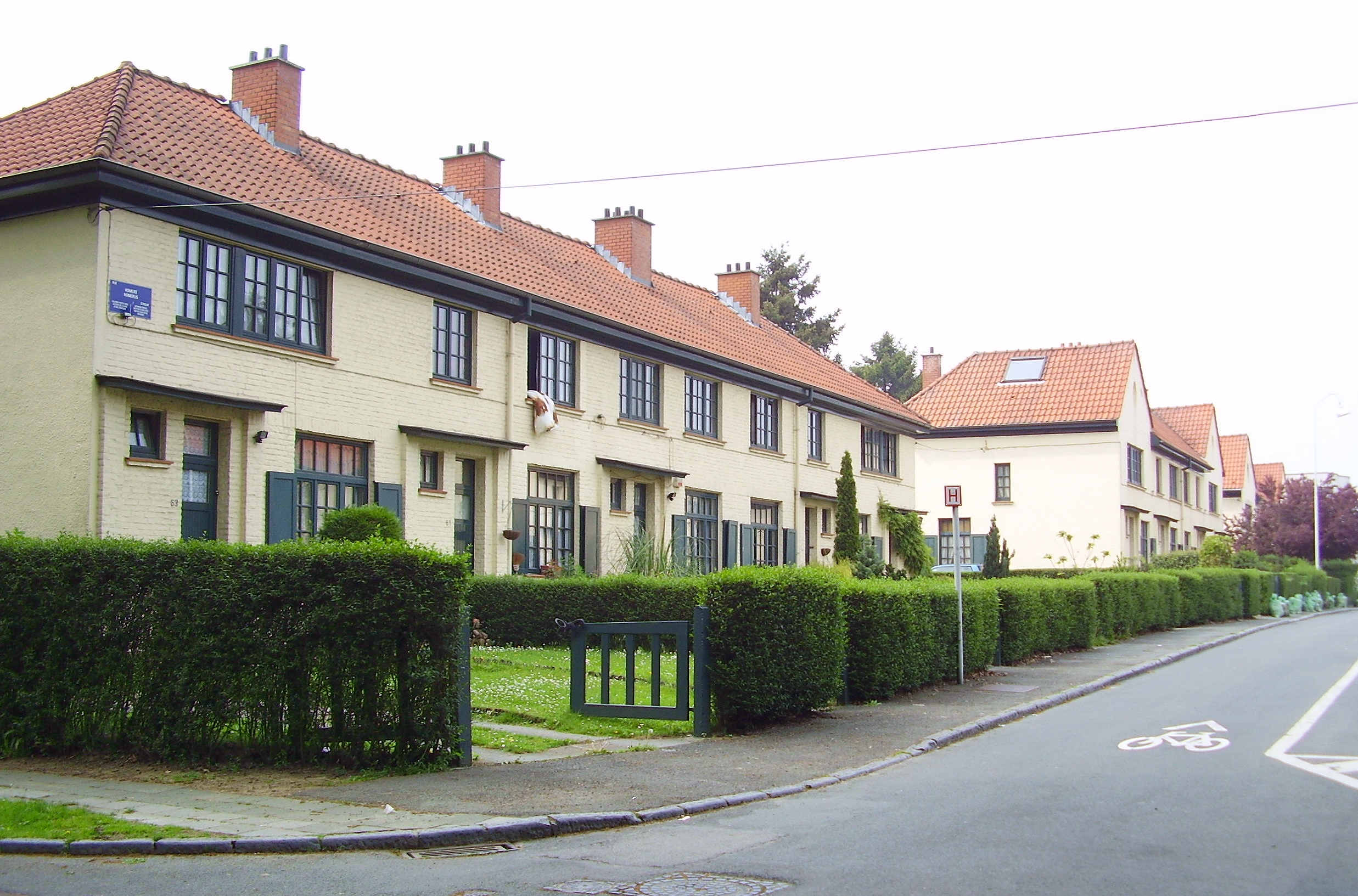
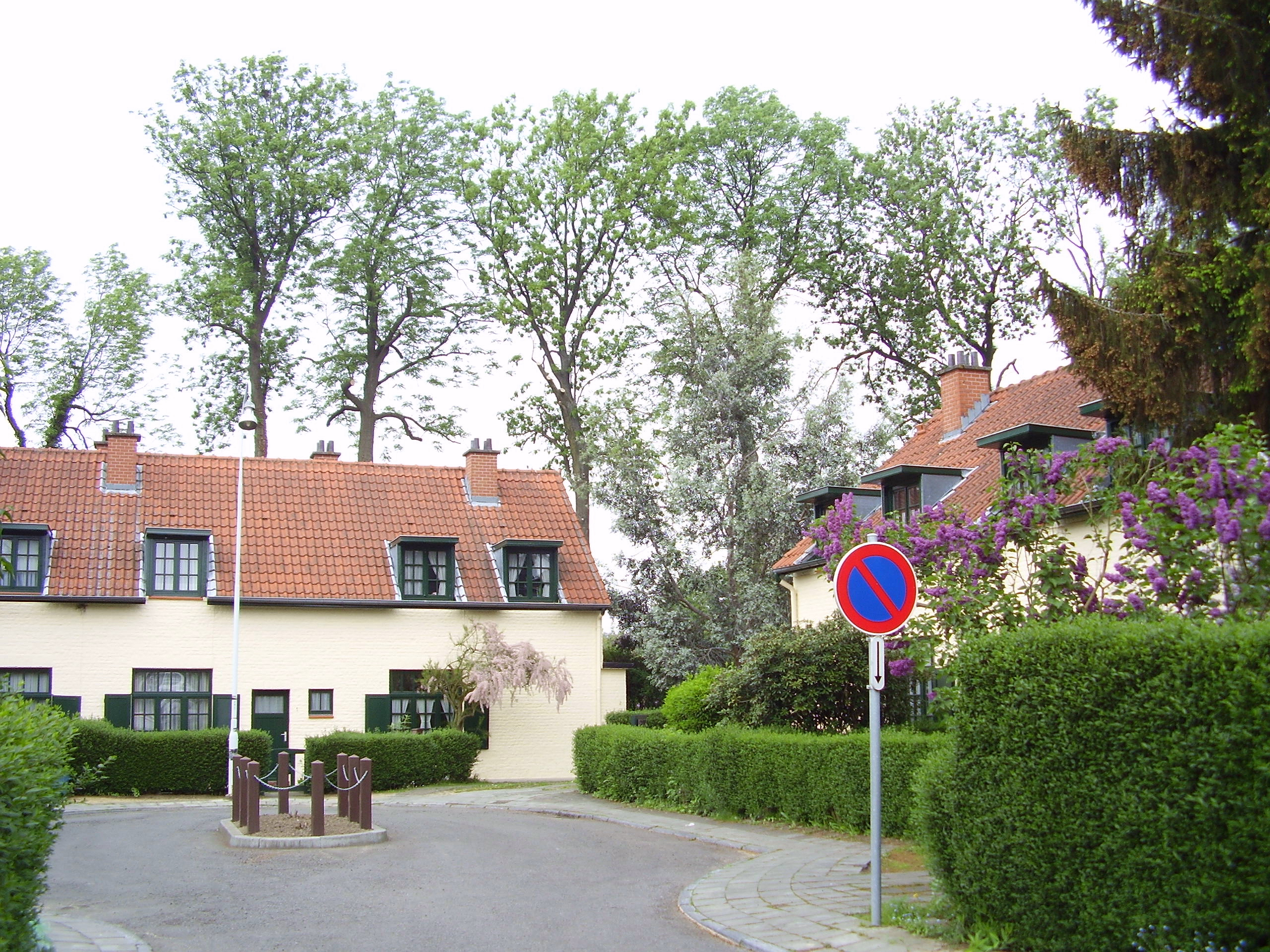
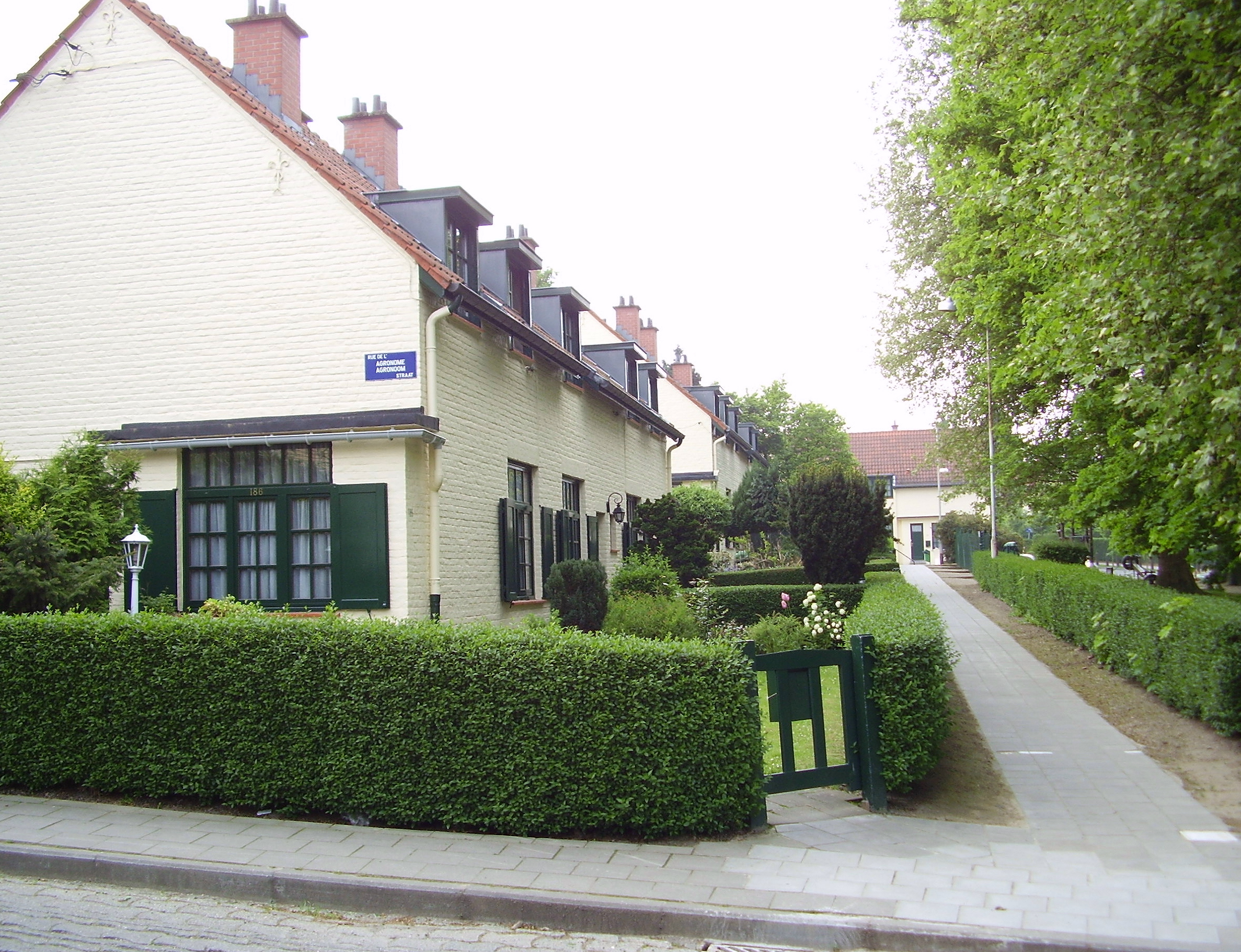
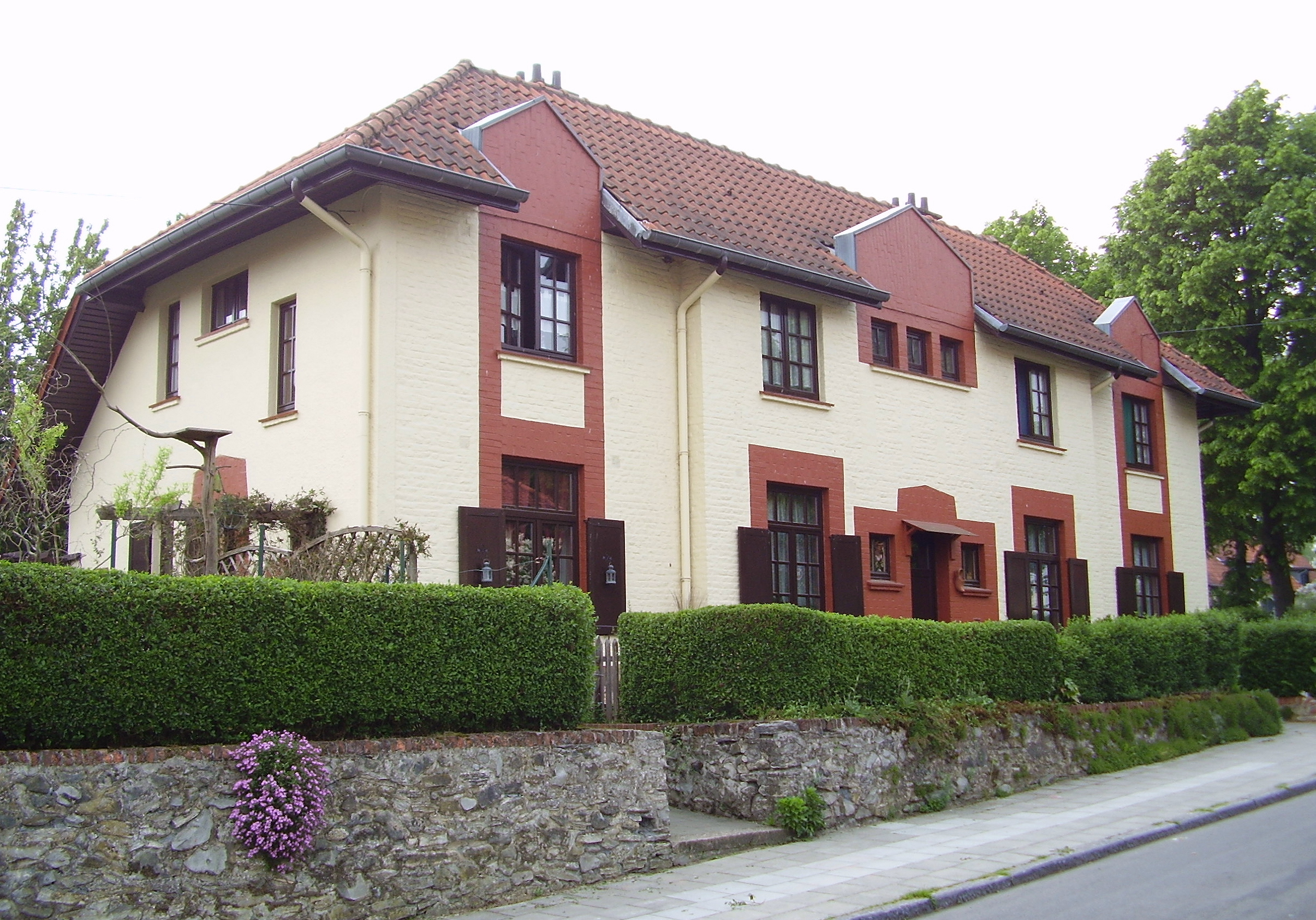

## Etterbeek: De sociale wijk Jouët-Rey
De sociale wijk Jouët-Rey werd gebouwd in de jaren 1909 en 1910 in opdracht van de “Hospices de Bruxelles”. Ze bestaat uit 32 kleine huisjes die destijds bedoeld waren om onderdak te bieden aan bejaarden. Deze eenvoudige bakstenen huisjes zijn de eerste sociale woningen in de stad en bevinden zich in twee rijen tussen Generaal Henrystraat en de Landbouwersstraat.
Na twintig jaar verwaarlozing werd de wijk in 1998 gerenoveerd en kent ze vandaag een nieuwe bloei. Het beheer ervan is in handen van verenigingen die hulp bieden aan mensen in nood. Een deel van de huizen is gereserveerd als groepswoningen voor bejaarden met een laag inkomen. De ligging van de wijk maakt zelfstandig wonen mogelijk, waar sociaal contact centraal staat. De huizen aan de straatkant, die een beetje van de weg af staan, zijn afgeschermd voor het verkeer door een heg en een rij bomen. Elk huisje heeft een tuin en in het centrum van de tuinwijk bevindt zich een parkje. Dat is op bepaalde tijdstippen toegankelijk voor de buurtbewoners .

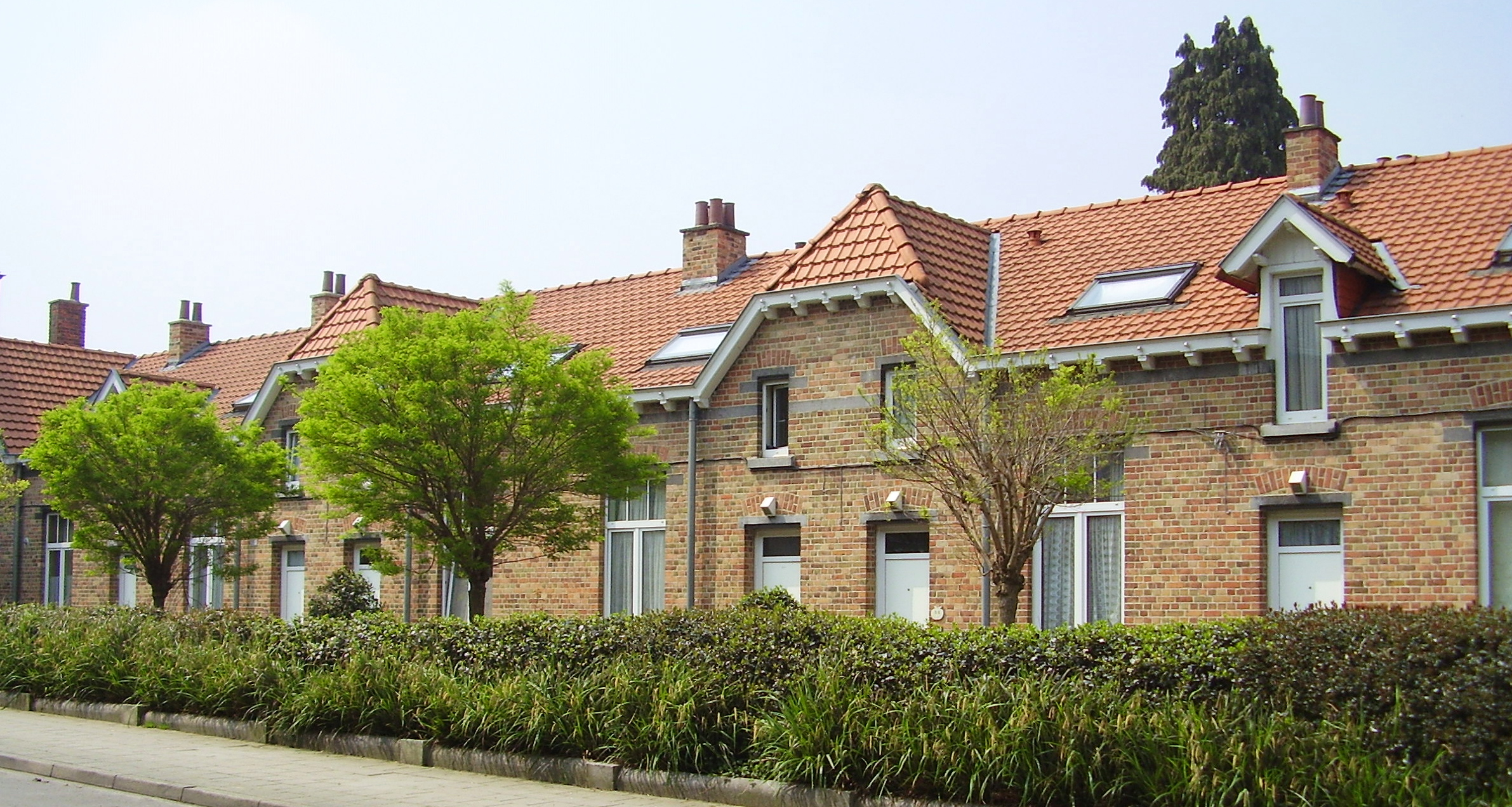
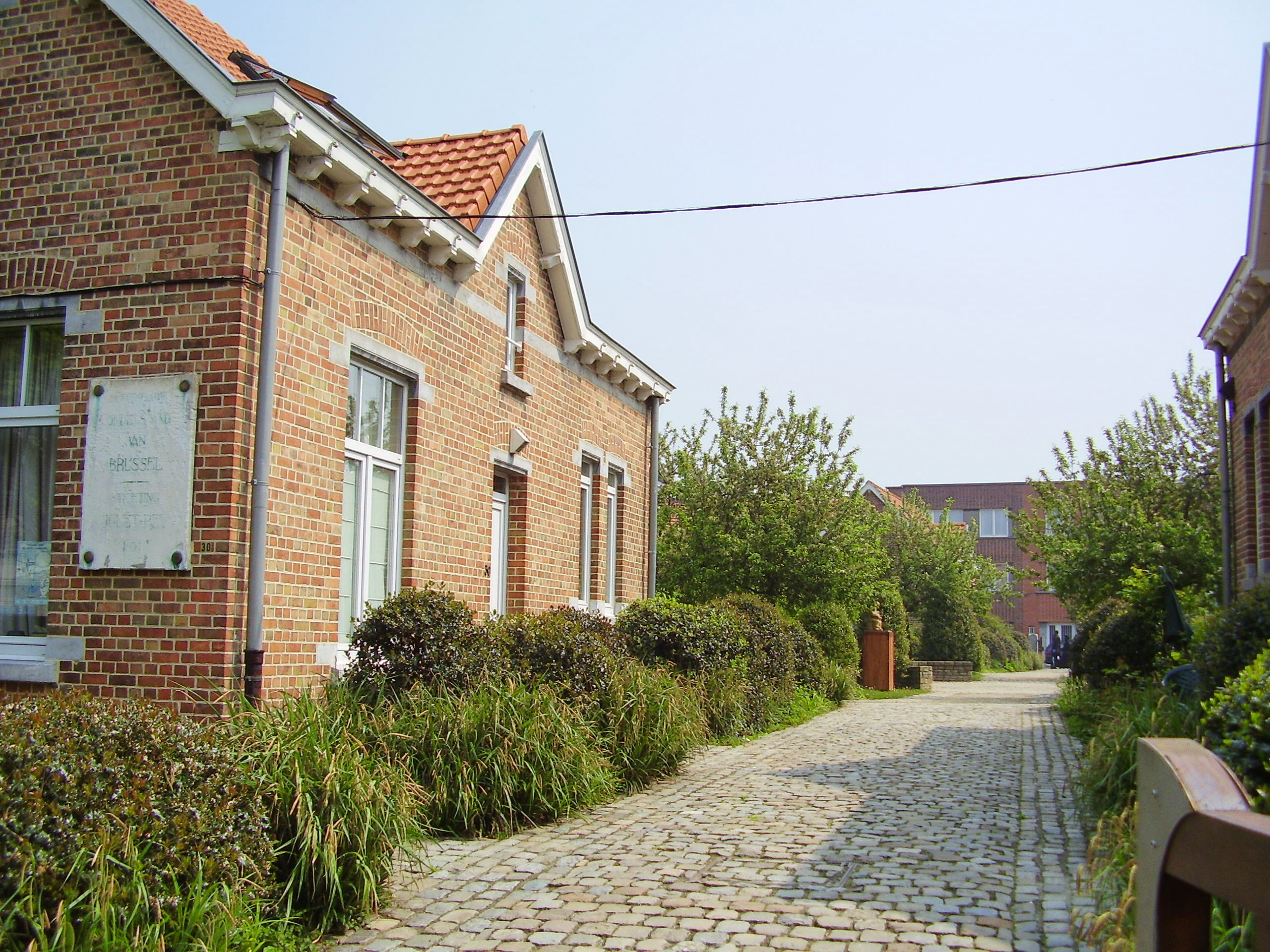
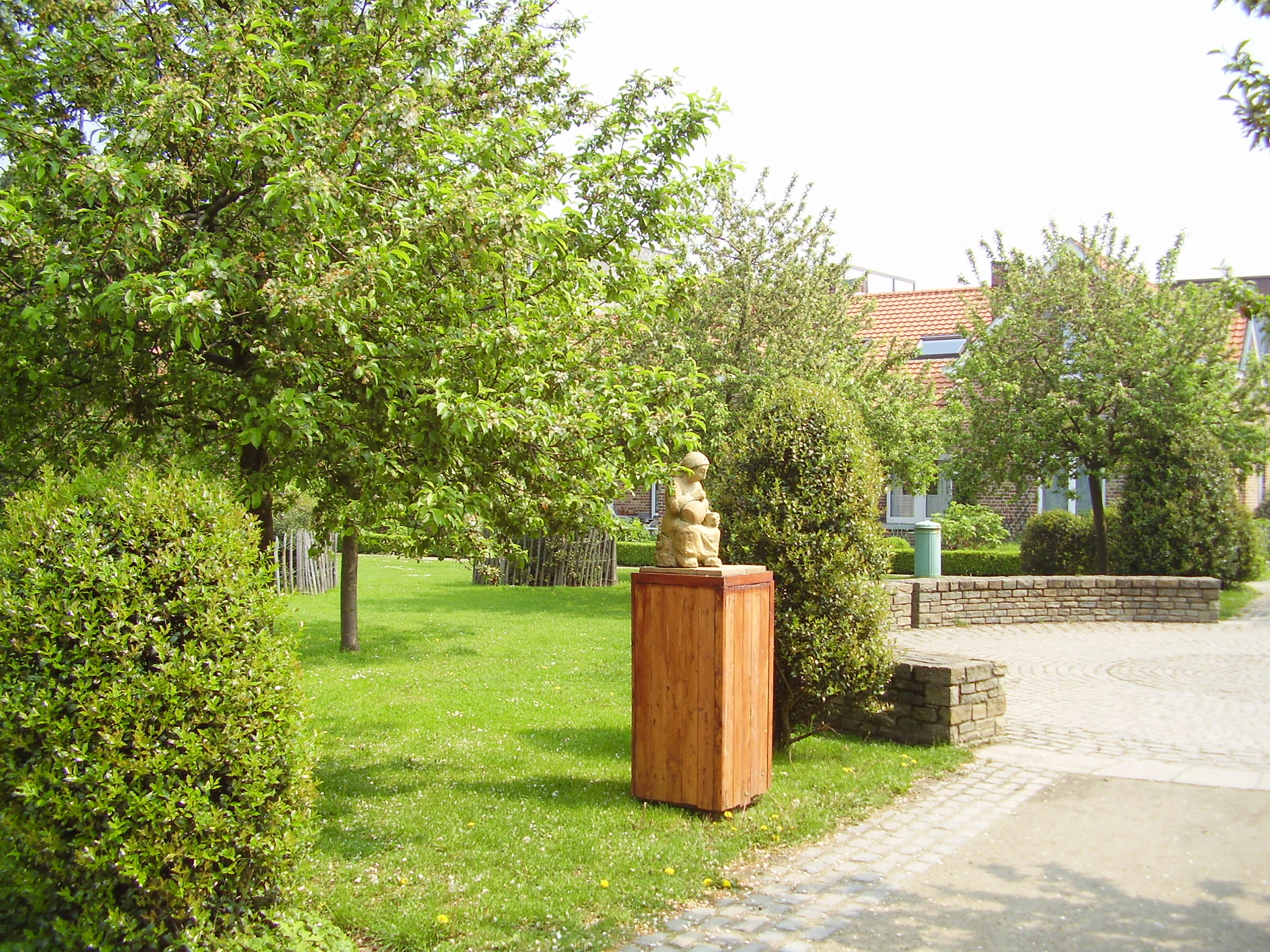
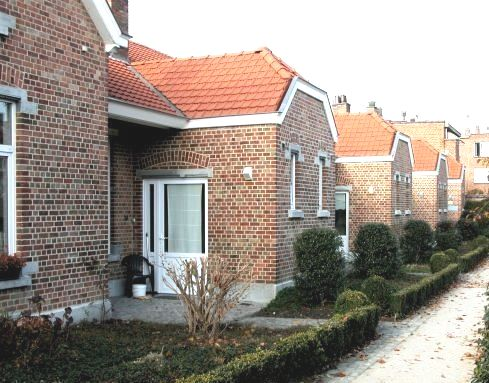

## Evere: Tuinbouw

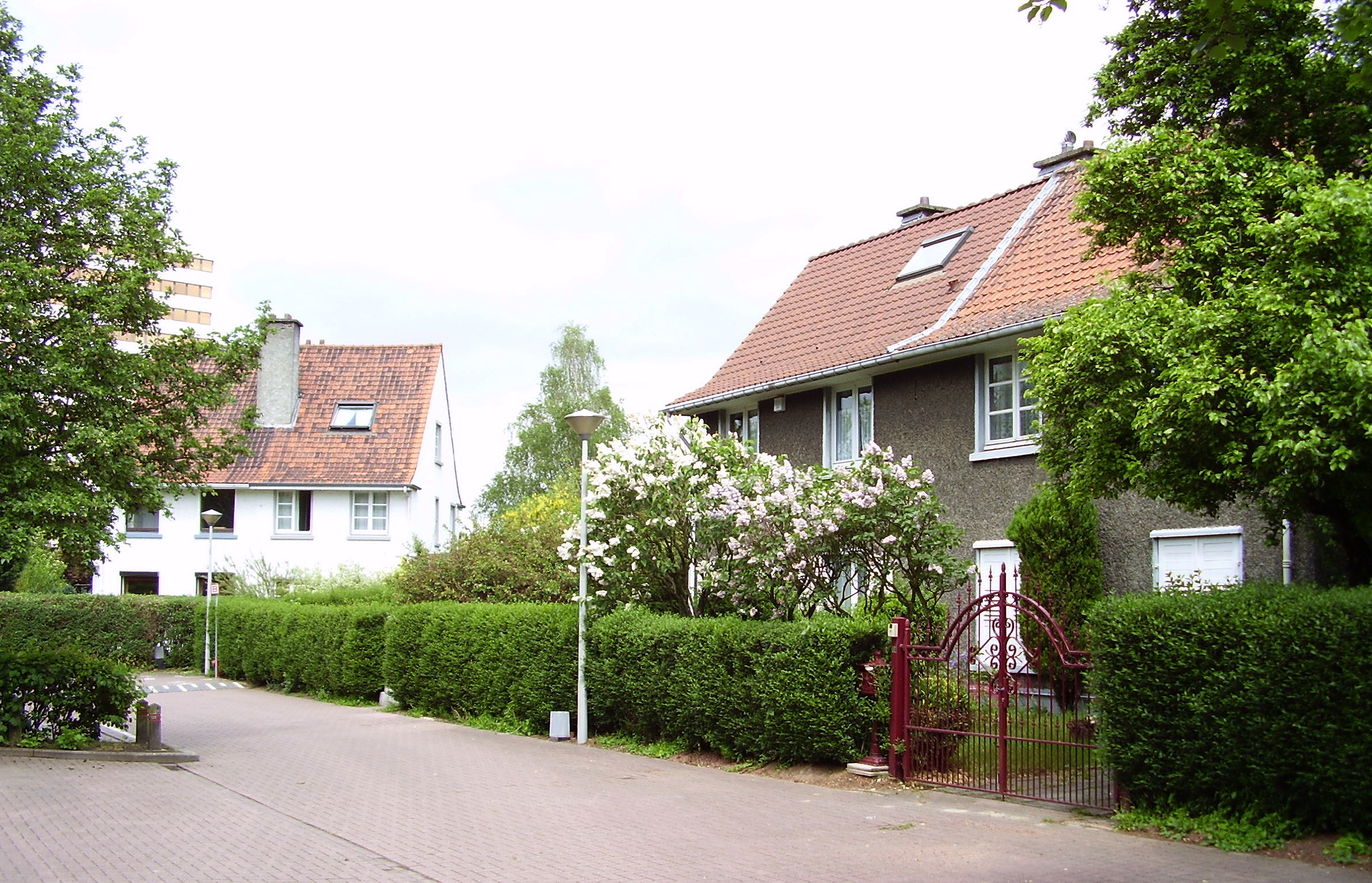
Tuinbouw

Het kleine tuinwijkje Tuinbouw is aangelegd vanaf 1922 volgens de plannen van Jean-Jules Eggericx en bevindt zich in een niet verstedelijkt gedeelte van de gemeente. De
bepleisterde tweewoonsten staan weg van de straat en zijn omgeven door een tuin.
Vandaag moet je een beetje zoeken om de huizen van Tuinbouw te vinden.
De huizen, verborgen achter bomen en hagen, zijn opgenomen in een nieuwe residentiële buurt, zelf ook omringd door hoge appartementsgebouwen.

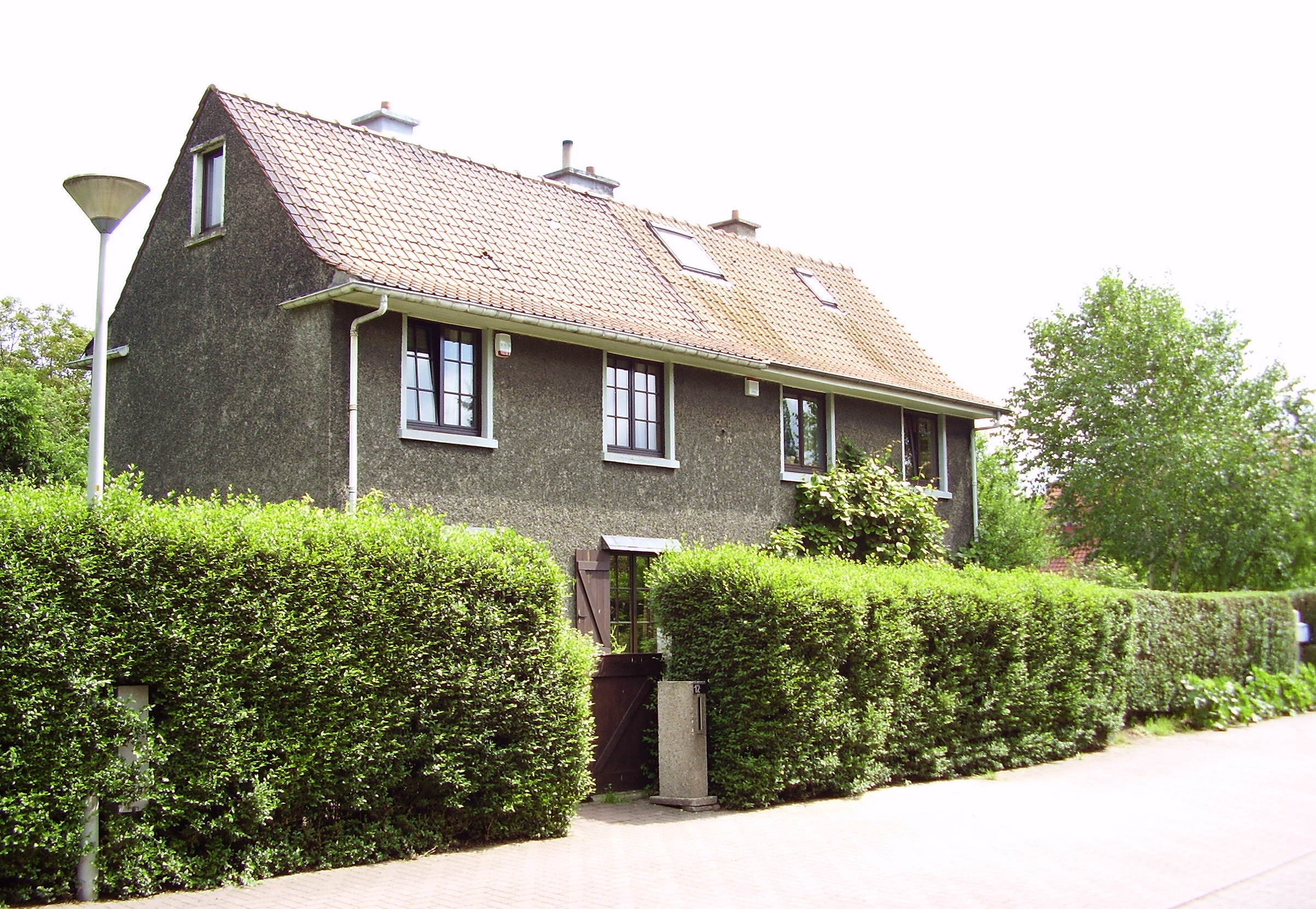
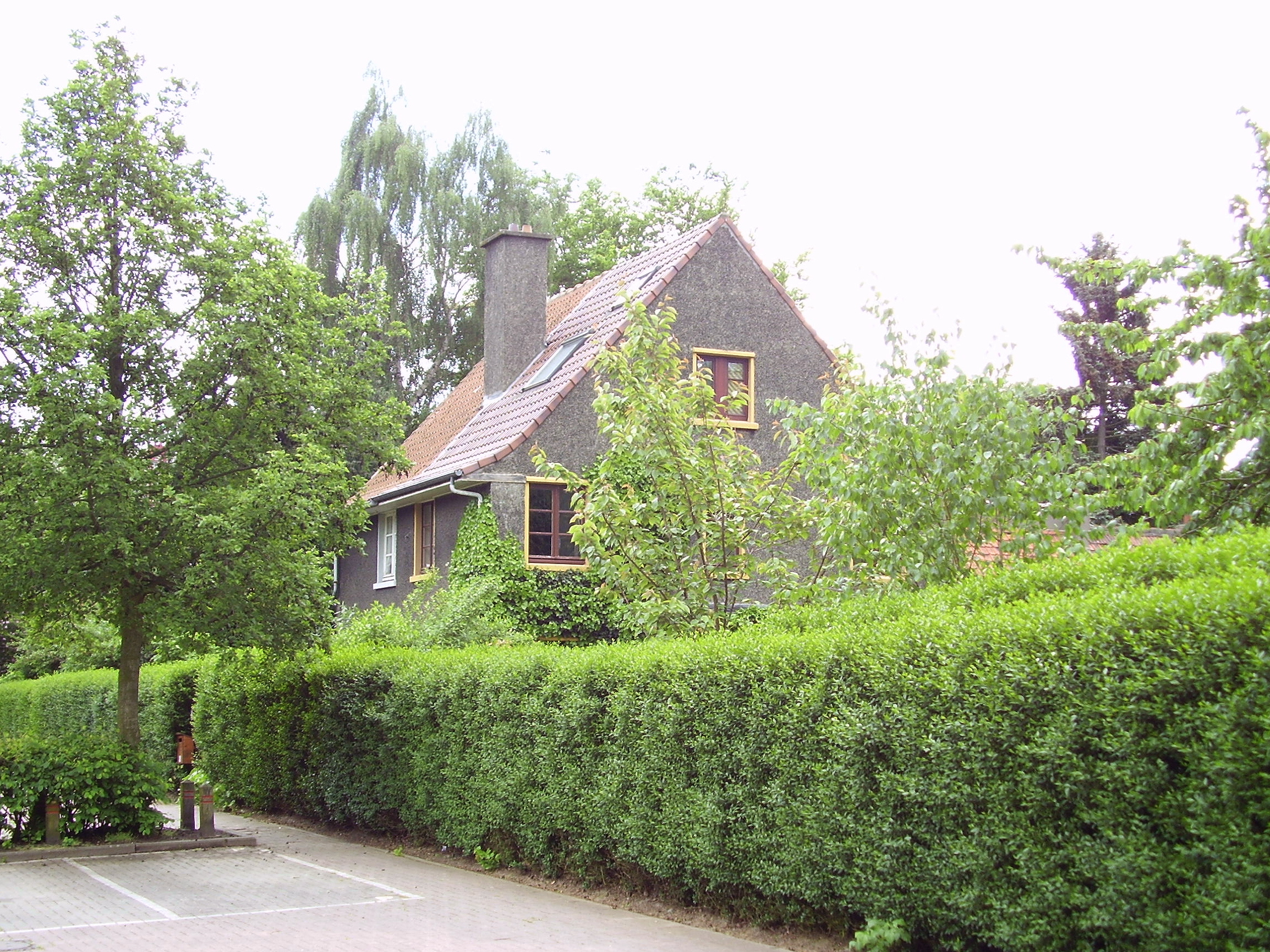
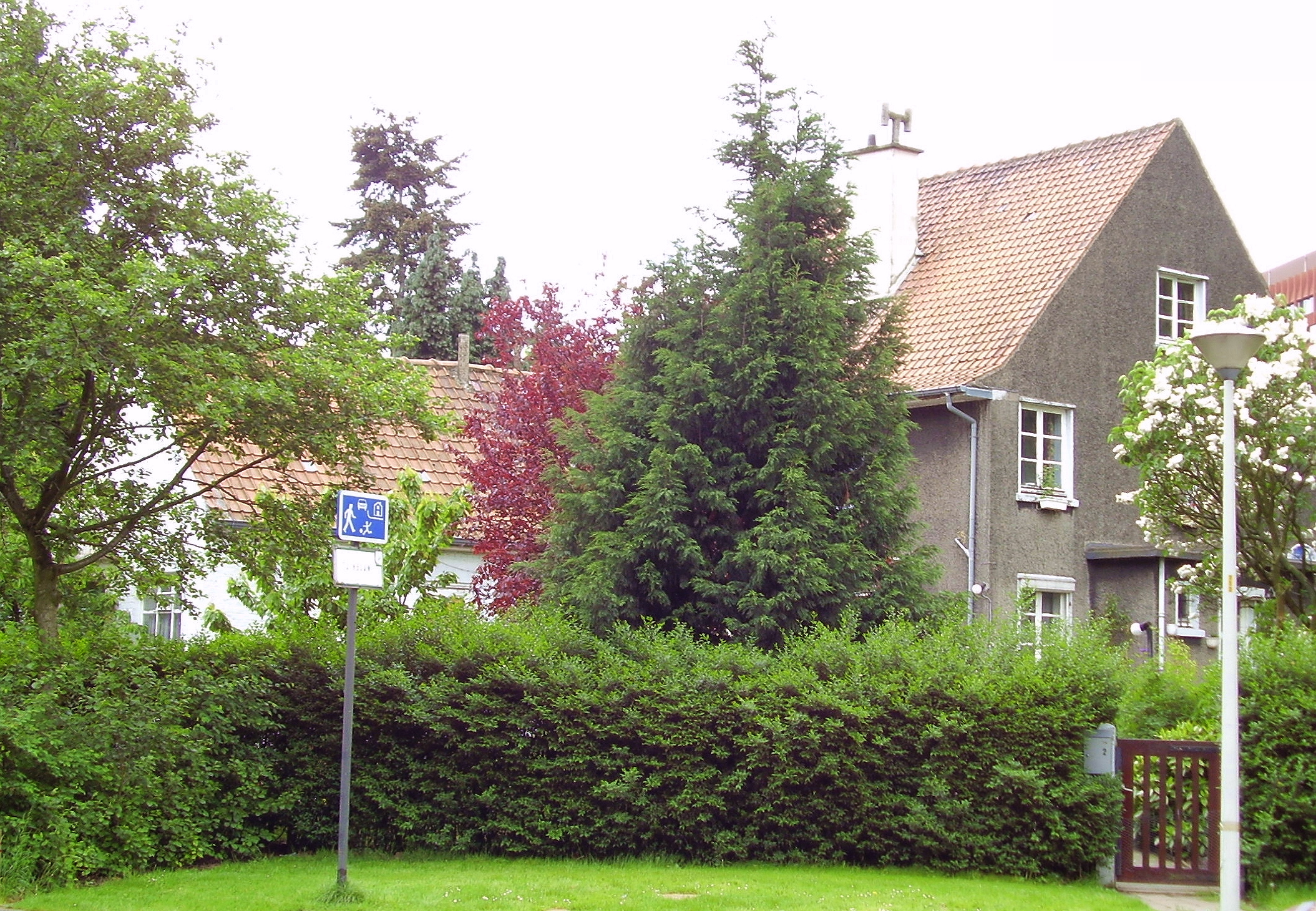
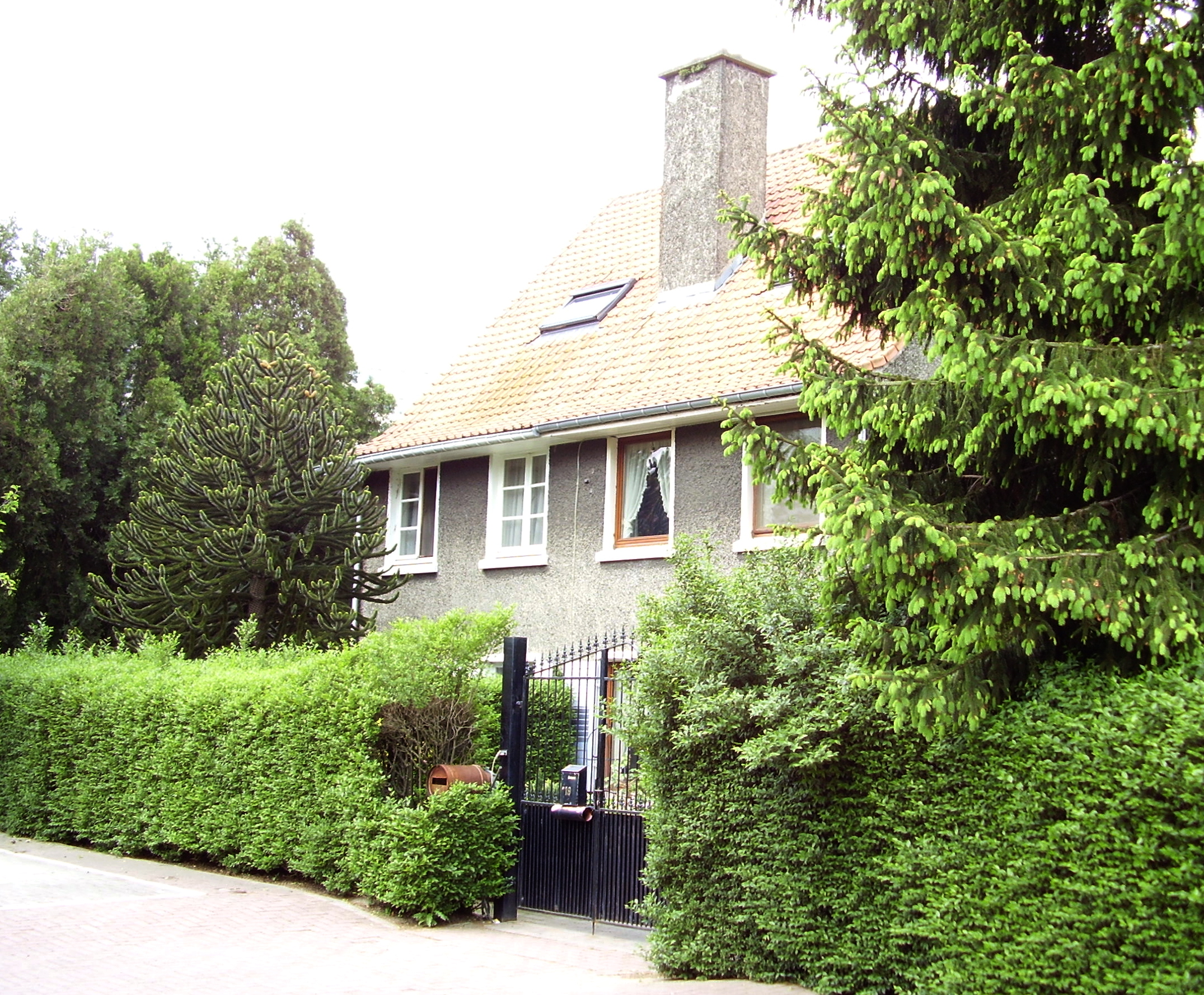

## Sint-Lambrechts-Woluwe: De tuinwijk Kapelleveld

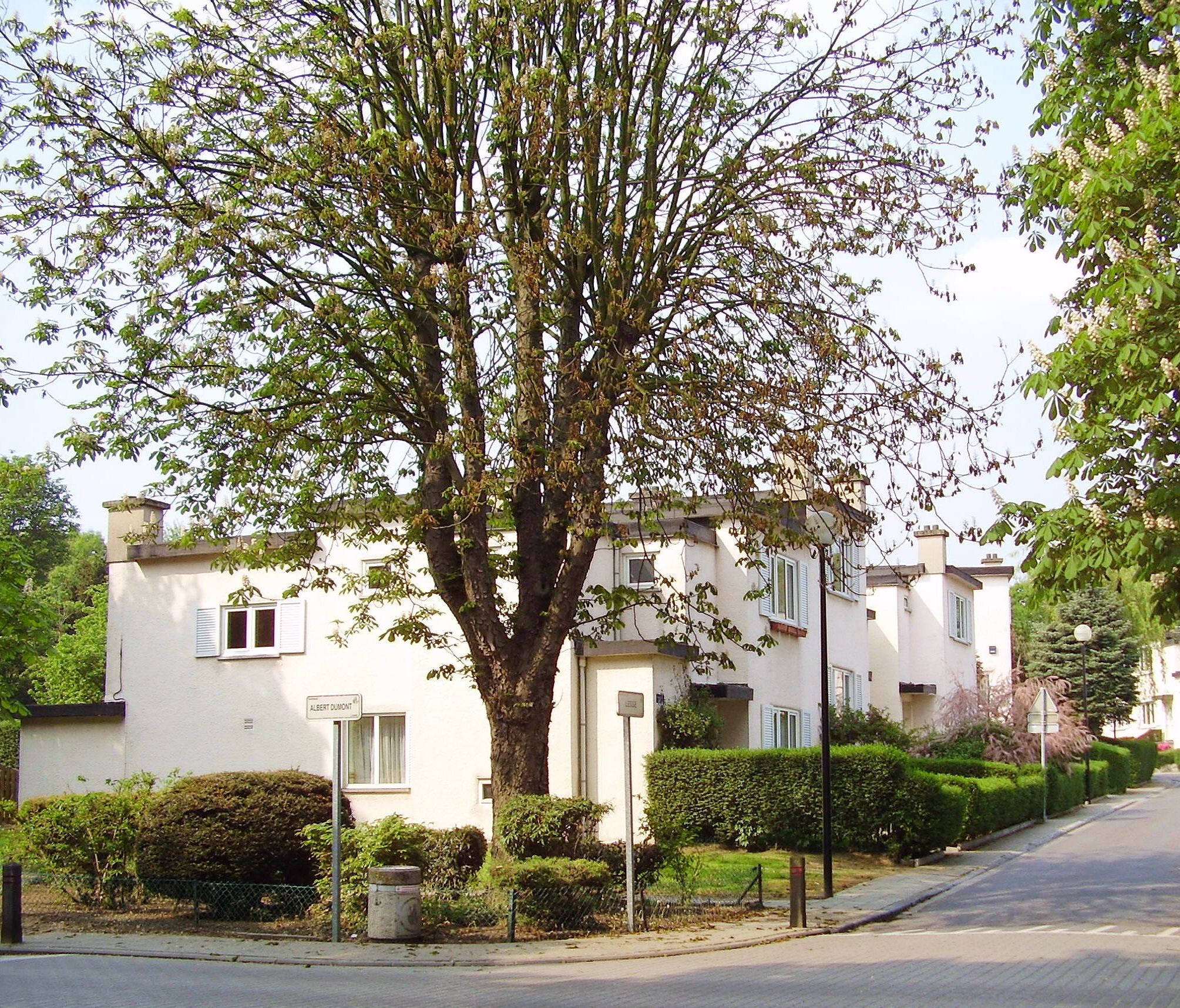
Kapelleveld

Deze wijk heeft zijn naam te danken aan een oude gotische kapel uit de 14de eeuw, de kapel van Lenneke Mare die buiten het dorp lag, vandaar de naam Kappelleveld (Kapel in het veld).
De tuinwijk strekt zich uit over een volledige stadswijk aan weerszijden van de Vanderveldelaan. Dit modernistisch concept werd bedacht door stedenbouwkundige Louis Van der Swaelmen, die ook het brein is achter 'Logis' en 'Floréal'. De tuinwijk werd tussen 1923 en 1926 gebouwd door de avant-gardistische architecten Huib Hoste en Antoine Pompe voor de coöperatieve vennootschap van Kapelleveld.
De huizen werden gebouwd met sintelblokken (een mengeling van cement, slak en as). Naast de bijzonderheden van de architectuur, wordt de wijk gekenmerkt door tuintjes vooraan de huizen, en grote tuinen aan de achterkant. De planten verfraaien de sobere gebouwen zoals in de tuinwijken van Watermaal-Bosvoorde. De huizen zijn bepleisterd in kleuren gaande van wit naar crèmekleur, van lichtgrijs naar donkergrijs.

Tuinwijk Kapelleveld (1923-1926).
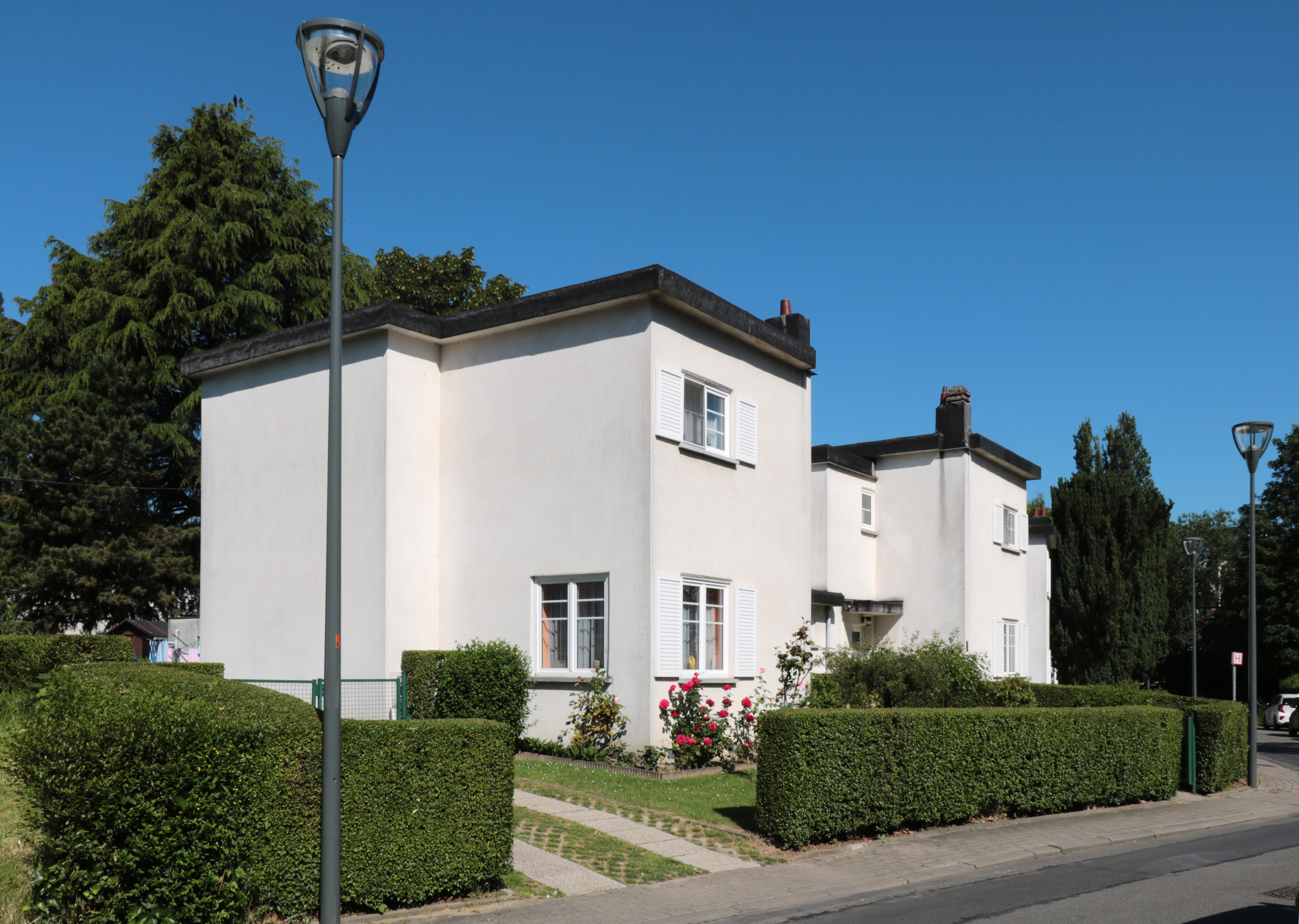
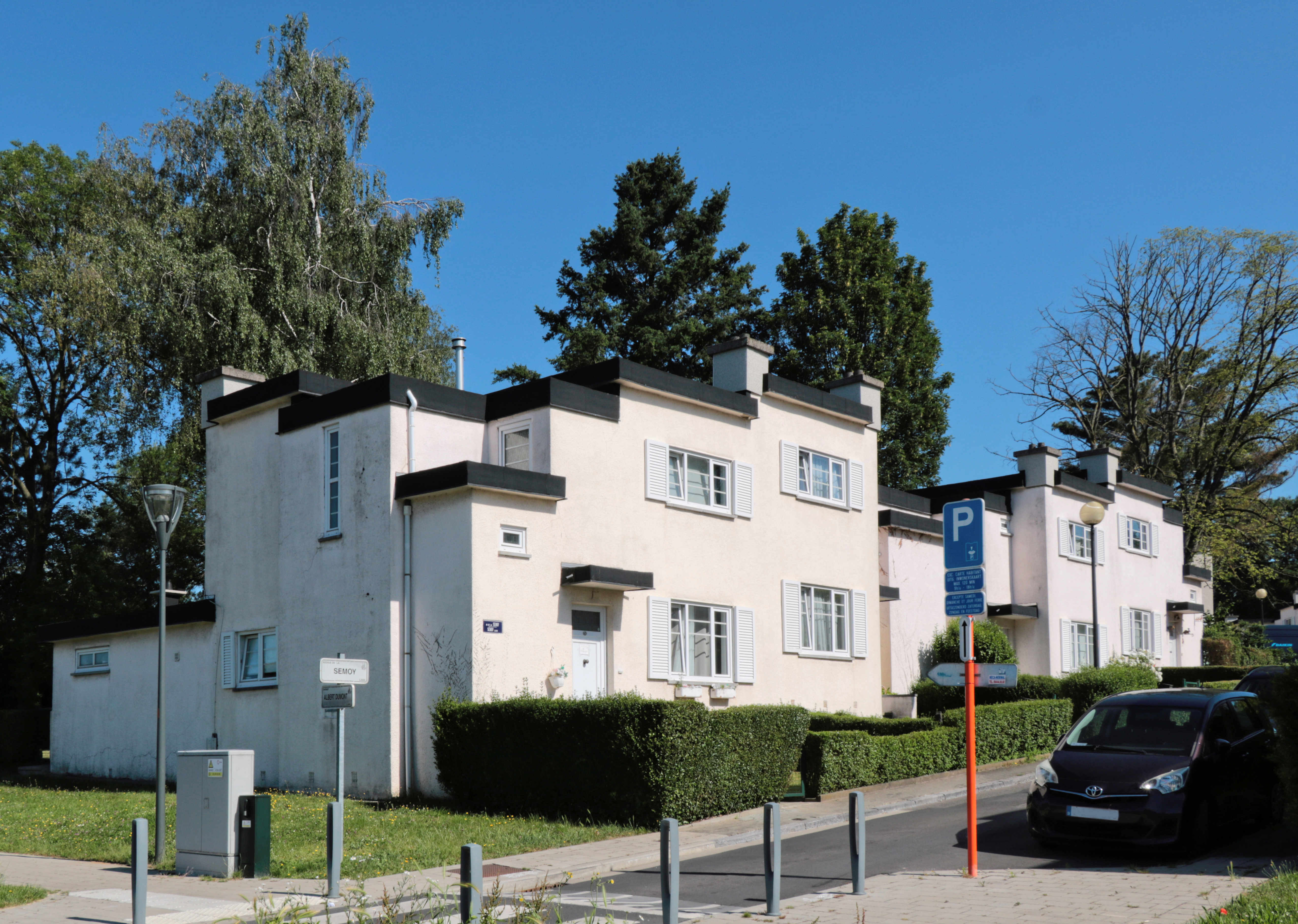
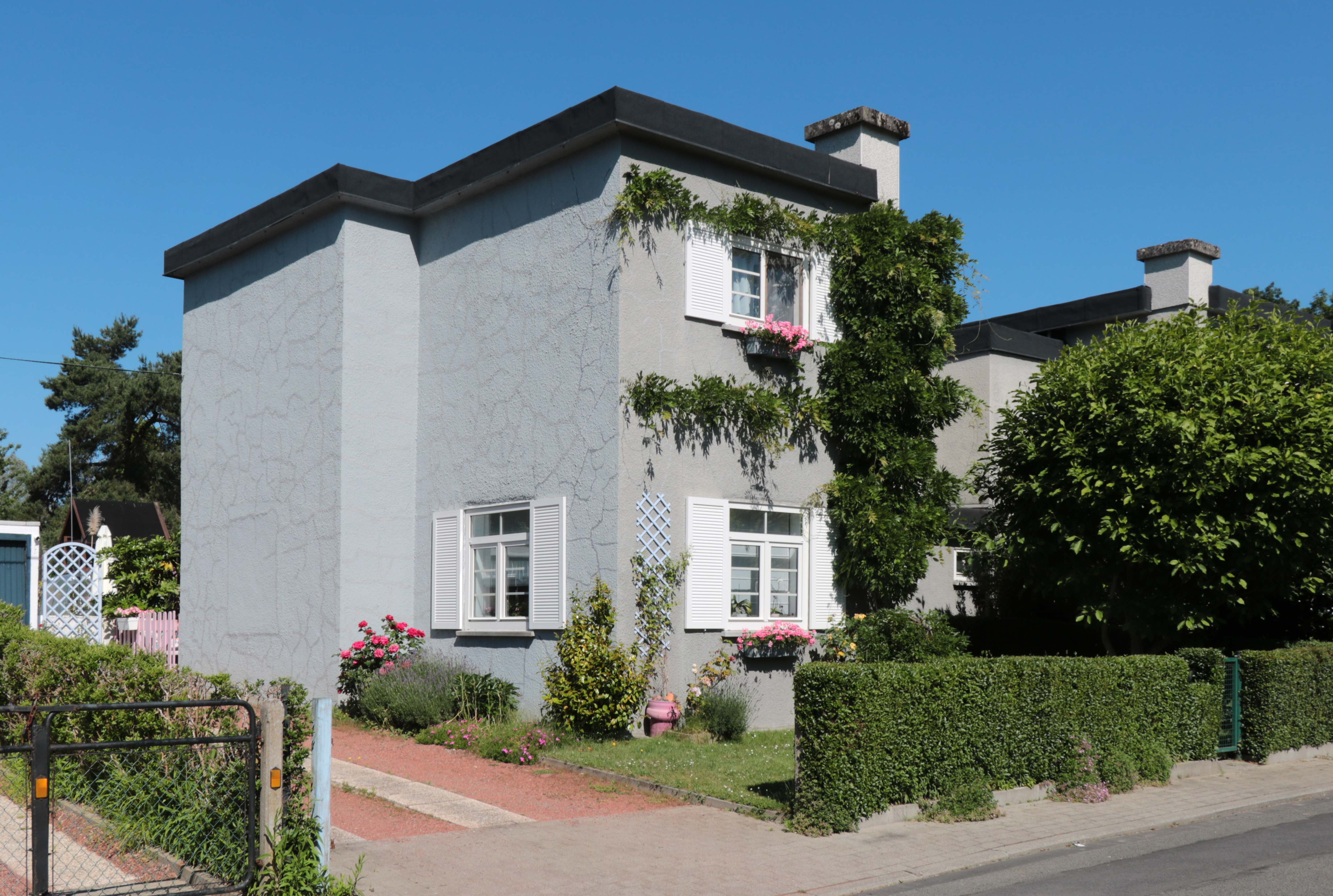

## De tuinwijk Diongre inSint-Jans-Molenbeek
In 1922 koopt de naamloze vennootschap “Habitations à Bon Marché” uit Sint-Jans-Molenbeek (in 1958 omgedoopt tot “Logement Molenbeekois”) het uitgestrekte domein van de familie Grosemans. Dit terrein ligt ter hoogte van de Ringlaan, die later de Louis Mettewielaan werd. De Raad van Bestuur vraagt architect Joseph Diongre plannen op te stellen voor een honderdtal woningen, zowel eengezinswoningen als appartementsgebouwen voor meerdere gezinnen. Binnen de driehoek die gevormd wordt door de Brugsestraat, de Begijnenstraat en de Korenbeekstraat, stelt Diongre in 1922 een plan van 122 woningen gelegen rond kleine straatjes. Zestig unieke huizen bieden plaats aan één of meer gezinnen. De twee tot drie verdiepingen hoge flatgebouwen bestaan uit meerdere appartementen van verschillende afmetingen.

## Ukkel: de wijk Homborch
De Ukkelse coöperatieve vennootschap voor de bouw van goedkope huisvesting stelde in 1928 voor om een kleine tuinwijk aan te leggen op de heuvel van Homborchveld. Op die manier wilde ze het grote aantal krotwoningen en bouwvallige woningen in de gemeente beperken. Het project werd toevertrouwd aan Fernand Bodson en omvatte 120 woonplaatsen, verdeeld over 27 verschillende huizenblokken.
De 6 miljoen bakstenen die nodig waren voor de bouw, werden ter plaatse gemaakt om de kosten te drukken. Deze methode veroorzaakte echter ook problemen. Zo moest Fernand Bodson regelmatig zelf arbeiders gaan ronselen in het station om ze daarna mee te nemen naar de werf. In 1929 werd de bouw van een bejaardentehuis aan het programma toegevoegd. Met de nodige moeite werd uiteindelijk in 1930 de laatste hand gelegd aan het project.